# لقلق أبيض

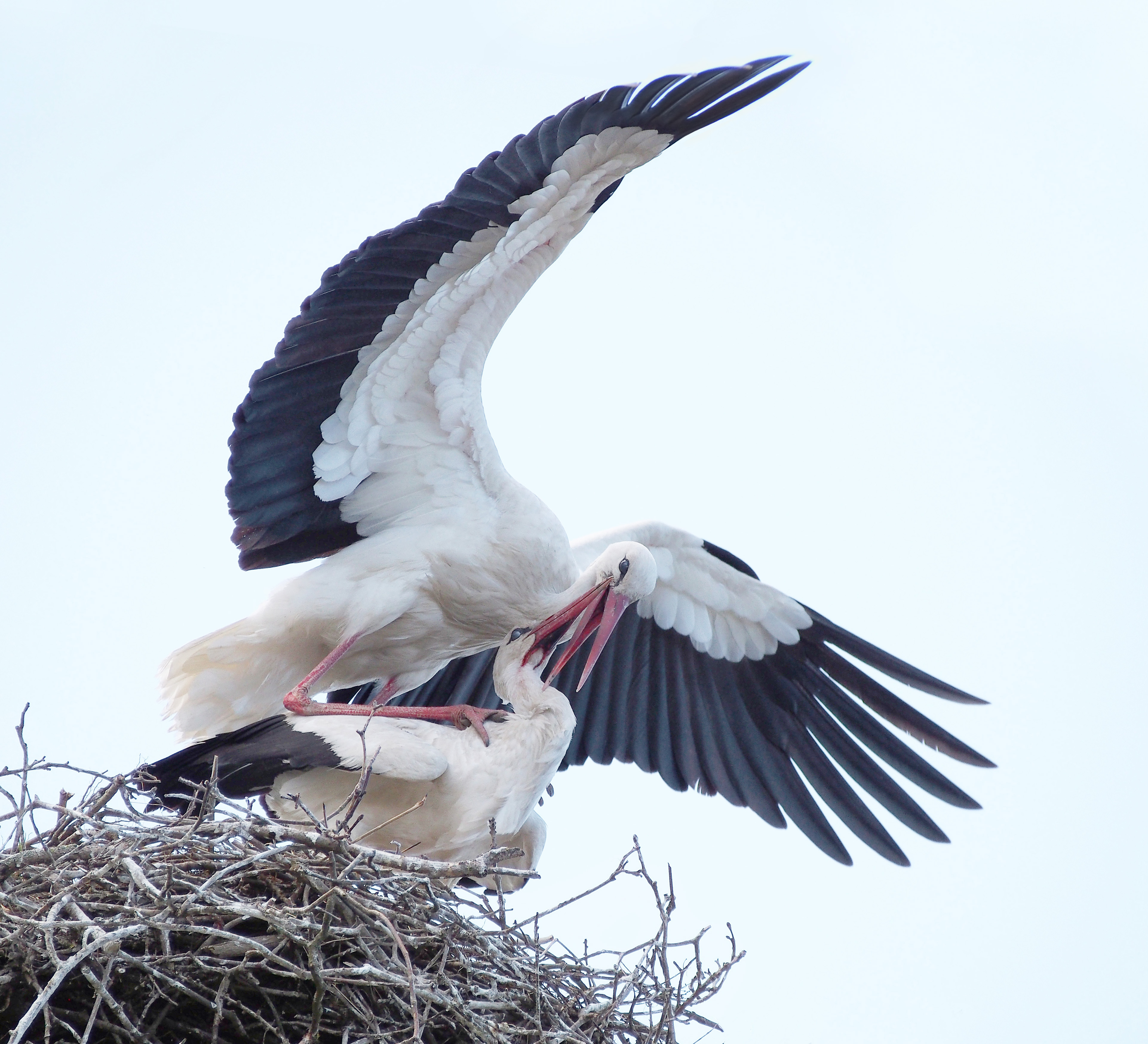
Ciconia ciconia

اللقلق الأبيض (Ciconia ciconia) أو بلارج أبيض في الجزائر والمغرب أو أبو سعد في بلاد الشام أو العنز في مصر ويسمى في السودان أبو الودَيع[بحاجة لمصدر]، هو طائر من الطيور الخواضة ذات الأرجل الطويلة التي تنتمي لفصيلة اللقلق. لون ريشه أبيض خالص إلا نهاية أطراف أجنحته فهي سوداء، بينما لون السيقان والمنقار أحمر. وهو طائر ضخم يتراوح طوله بين 100 و125 سم، ويتراوح طول جناحه بين 155 و200 سم، ويتراوح الوزن بين 2.3 و 4.5 كجم. ثمة سلالتان مختلفتان من ناحية الحجم، تعيش إحداهما شمال أوروبا حتى فنلندا، وشمال غرب أفريقيا (الجزائر، تونس، المغرب)، وجنوب غرب آسيا (من شرق كازاخستان حتى الجنوب). وهو من الطيور المهاجرة القوية حيث يستطيع أن يصل إلى المنطقة الاستوائية وأفريقيا جنوب الصحراء أو أفريقيا السوداء وحتى أفريقيا الجنوبية وشبه القارة الهندية جنوبا. وأثناء هجرته من أوروبا إلى أفريقيا لا يمر بالبحر الأبيض المتوسط إنما ببلاد الشام شرقاً، ومن خلال مضيق جبل طارق غرباً. والسبب في هذا حاجته إلى تيارات حرارية لا تتكون من خلال البحر. يكون تنقله في البرية بطيئاً ولكن بلا توقف. وهو مثل كل اللقالق باستثناء جنس أبو سعن فهو يطير ورقبته ممدودة إلى الأمام.
اللقلق طائر من اللواحم، إذ يتغذّى على مجموعة واسعة من الطيور الصغيرة والثدييات الصغيرة والحشرات والزواحف والبرمائيات والأسماك. والمواد الغذائية أغلبها من الأرض، وتجمع من النباتات القصيرة داخل غطاء وكذلك المياه الضحلة. ويعيش بمفرده ولا يشكل رابطًا دائمًا مع شريك طوال الحياة. ويبني اللقلق سواء كان ذكرًا أو أنثى عشه من العصي، وبعد سنوات من الاستخدام يصبح عشًا كبيرًا.وتضع أنثى اللقلق أربع بيضات مرة واحدة في السنة، ويخرج صغارها في نفس اللحظة من البيض بعد 33-34 يوم. ويحضن الزوجان الصغار معًا، وينفصل الصغار عن العش بعد الخروج من البيض بـ 58-64 يوماً، يطعم الأبوان الفراخ بعد ذلك بفترة تمتد من 7 إلى 20 يوماً.
وقد صُنف الاتحاد العالمي للحفاظ على الطبيعة ومواردها اللقلق من الطيور غير المهددة. وقد أضر تقليل الغابات طوال العصور الوسطى باللقلق، ولكن التغيرات في الممارسات الزراعية والتحول إلى الصناعة في القرن التاسع عشر وبداية القرن العشرين كان سببًا في قلّته في بعض الأماكن وحتى انقراضه في بعض الأحيان. وبفضل برامج الحماية في أنحاء أوروبا تم تكرار استنساخ اللقلق في هولندا والسويد وسويسرا وبلجيكا. وعدد الأعداء الطبيعيين قليل، ولكنه يمكن أن يحمل الطفيليات. ومما يلفت الانتباه وجود أساطير عديدة حول اللقلق في الأماكن المختلفة التي يتواجد فيها. ومن أشهر تلك الأساطير أسطورة الأطفال المواليد الذين يحضرهم طائرة اللقلق لأهاليهم.
هناك سلالتان من اللقلق الأبيض:
- سلالة اللقلق الأبيض، ليينوس 1758: أوروبا، شمال أفريقيا، غرب آسيا فصل الشتاء يقضيه في جنوب أفريقيا.
- سلالة اللقلق الأبيض الأسيوي، سيفرتسوف 1873 : غرب آسيا الوسطى، تقضي فصل الشتاء في الهند.
- اللقلق الأبيض الشرقي وهو نوع مميز وكان يعتبر نوع فرعي.

## التصنيف والتطور

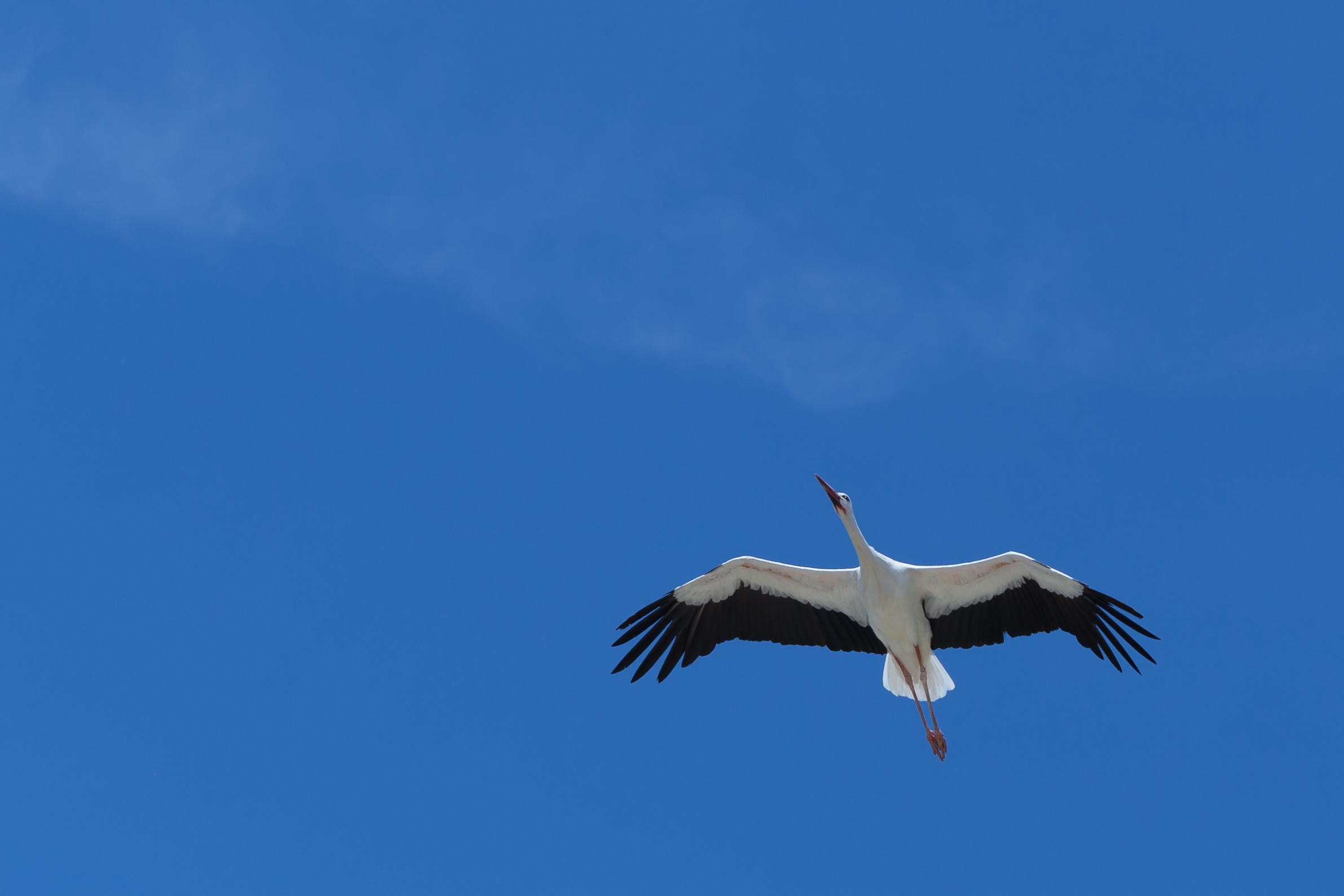

عرف اللقلق باسم Ardea ciconia وهو الاسم العلمي أطُلق على هذا الطائر من قبل عالم النبات السويدي كارولوس لينيوس صاحب الأثر التاريخي النظام الطبيعي في عام 1758. وفي عام 1760 صُنف هذا الطائر مع مجموعة جديدة أُطلق عليها Ciconia من قبل عالم الحيوان الفرنسيماثورن بريسون، وأصبحت هذه الفصيلة نوع من أنواع هذا التصنيف. وأصبح الاسم cǐcōnia باللغة لاتينية سواء أكان اسم فصيلة أو نوع ويأتي من كلمة اللقلق.
ويوجد نوعان فرعيان لللقلق، وهما
 Ciconia ciconia ciconia, عرف هذا النوع من اللقالق من قبل لينيوس في عام 1758 حيث يقضي هذا النوع وقته مروراً باوربا وحتى شمال غرب أفريقيا ومن أقصى غرب اسيا وحتى شرق أفريقيا ويقضي شتاؤه بشكل أساسي في جنوب الصحراء الكبري في افريقيا وبعضهم يقضي شتاؤه في الهند.
 Ciconia ciconia asiatica , أما هذا النوع فيعتبر نوع فرعي وقد اكتُشف من قبل مؤرخ الطبيعة الروسي نيكولاي سفرتزوي وذلك في عام 1873 وهذا النوع يتكاثر في تركستان ويقضي شتاؤه بين إيران والهند ويعتبر هذا النوع أكثر من باقي الأنواع الأخرى.
وقد صنفت فصيلة عائلة اللقالق من ناحية الفصائل إلى ثلاث مجموعات بشكل عام. حيث أن فصيلة اللقلق الأبيض تعتبر الآويه لكل من اللقالق النموذجيه والعديد من الأصناف الأخرى مثل ال Mycteria ،Anastomus ،Ephippiorhynchus ، Jabiru ، Leptoptilos .بالإضافة إلى تمييز السبعة أنواع النموذجية عن باقي الأنواع البيضاء والسمراء الأخرى بشكل أساسي من ناحية حدة المنقار واستقامته.
كما أن كل من نوعي اللقالق المسمى ب لقلق ماجواري والذي يعيش في جنوب أمريكا والنوع لقلق أبيض شرقي والذي يعيش في شرق أسيا قد صنفا من أحد أقارب أنواع اللقالق المذكورة سابقا. وقد إتضح من خلال كل من التحليل التهجيني الموجود في الحمض النووي حمض نووي ريبوزي منقوص الأكسجين وتسلسلات الجين ب الموجودة في حويصلة الميتوكوندريا
```
والخصائص السلوكية بقرب الروابط التطورية في أصناف الجيجونيا Ciconia.
[
16
]
```

### السجل الحفري
قد تم العثور على حفرية خاصة باللقالق واللتي تتمثل في نهاية عظم العضد الأيمن لللقالق حيث تم العثور عليها في العصر الميوسيني في جزيرة روزينجا في بحيرة فيكتوريا الواقعة في كينيا.
وقيل بأن عمرها يتراوح بين 24 و26 مليون سنه وقد تندرج تحت الفصائل السمراء لنوع (C. nigra)أو نوع (C. ciconia) والتي تحمل نفس نوع العظم والشبية بهذه الحفرية بشكل كبير. كما وجدت أيضاً بقايا حفريات أخرى تعود لمنتصف العصر الميوسيني وذلك في جزيرة مالوكو.

## الخصائص البدنية

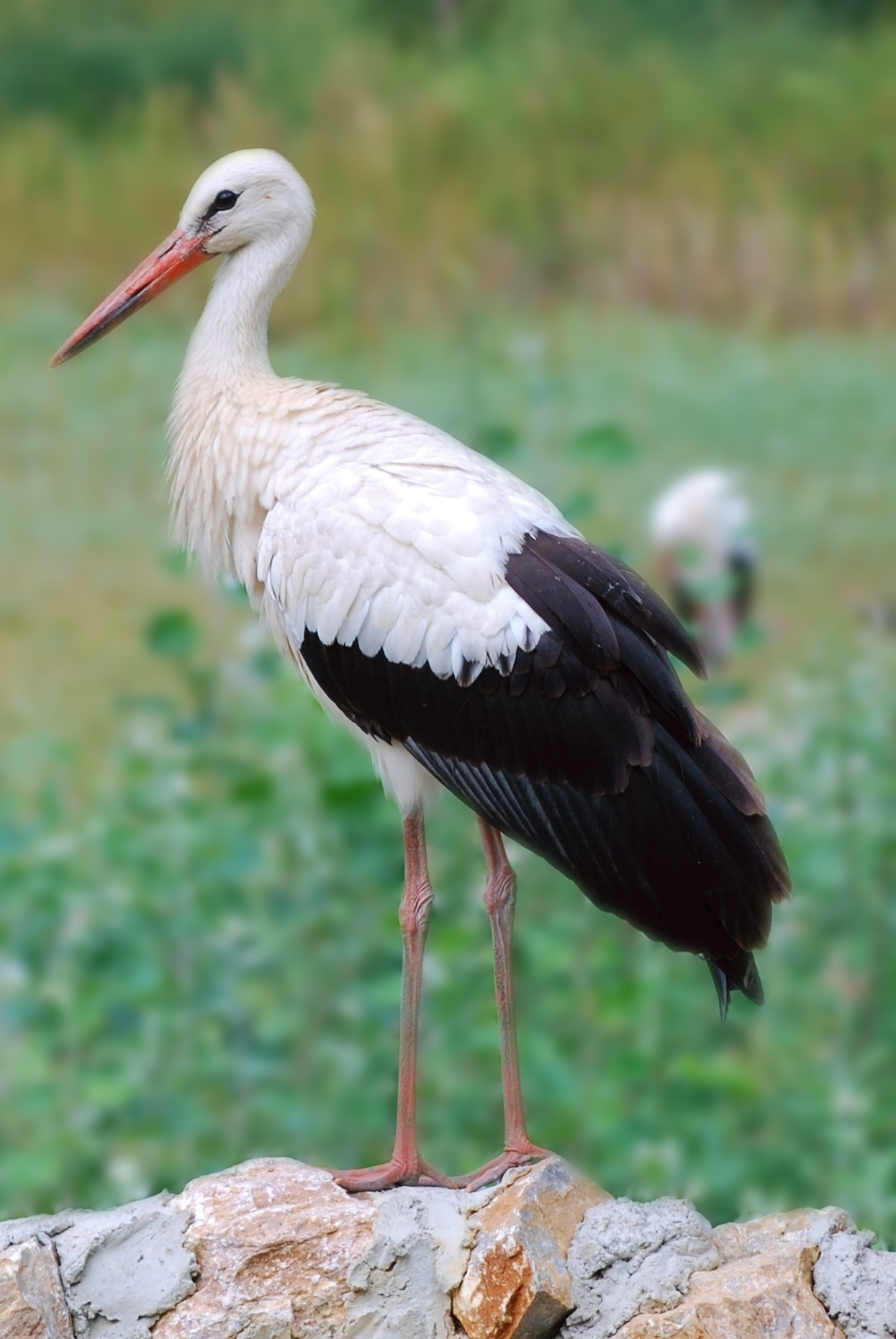
صورة توضيحية

تعد اللقالق من الطيور الضخمة كبيرة الحجم حيث يصل طولها بين 110 و115 سم. وعند وقوفها على قدميها يصل طولها مابين 115 إلى 125 سم. وعرض أجنحتها يتراوح بين115 و215 سم، ووزنها من 2,3 إلى 4,5 كجم. إلا أن اللقالق المسنة تكون صاحبة أقدام وعنق أطول ومنقار أكثر حده وأطول من الأنواع الأخرى. وبشكل تقريبى تعتبر ذكور اللقالق أكبر من إناثها إلا أنه بصفة عامة فإنهما قريبين الشبه من بعضهما البعض بشكل أساسى. كما أن لون ريشها الطبيعي أبيض اللون إلا أن الريش الذي أعلا الجناح وريش الطيران أسود اللون، والسبب في وجود اللون الأسود على الريش هو مادة الميلانين الموجوده في الريش. وفي بعض السلوكيات يلاحظ تضخمًا في ريش الصدر. ولون القزحية إما أن يكون رمادي اللون أو بني باهت، وماحول القزحية أسود اللون، ولون الأقدام والمنقار للطيور البالغة منهم أحمر اللون لامع. والسبب في وجود اللون الأحمر هو وجود مادة الكاروتين الموجودة في غذائها. وقد تبين من خلال الأبحاث التي أقيمت على بعض المناطق في إسبانيا أن مصدر الصبغة الحمراء هذه هو وجود مادة الأستازانتين الموجودة في إستاكوزا المستنقعات الحمراء وهو نوع من أنواع جراد البحر الذي يأتي إلى هذه المناطق الصبغية وهو السبب وراء تكوين اللون الأحمر الباهت للأجنحة ومناقير الطيور الشابة في المناطق الأخرى أيضا.
كما أن هذه الاجنحة الطويلة والواسعه تسمح لأنواع اللقالق الأخرى ان ترفرف في الهواء بشكل منظم وبطئ حيث أنها تطير عن طريق مد عنقها إلى الأعلى مباشراً وأقدامها إلى الخلف مباشراً خلف زيلها. كما أنها تسير أيضا بخطوط منظمة وهادئة وأيضا تمد عنقها إلى الأمام.وعندما تريد ان تستريح تميل برأسها بين عنقها. ولو بحثنا بقرب عن تغير ريشها نجد أنها تغير جميع ريشها على مدار العام بأكمله.إلا أن الأولويه في تغير الريش تكن لريش الطياران.
وعند خروج الصغار من البيض تكون مغطاه بريش رفيع نادر البياض وقصير وبعد مرور حوالي أسبوع يستبدل هذا الريش بريش صوفي أبيض اللون أيضا ولكنه أكثر كثافة من زي قبل. وفي نهاية الأسبوع الثالث يكتمل ريش الكتف وريش الطياران. كما أن منقار الصغير عند خروجه من البيضة يكون وردى اللون إلا أنه كلما ينمو يتحول هذا اللون إلى الرمادي أو الأسود. ويكون طرف منقاره الأسود بني اللون. وعند الولادة يكون ريش الطيور الصغيره يشبه ريش الطيور البالغه ولكن شعرها الاسود يكون بني اللون باهت، ومنقارها واقدامها تكون بنيه اللون باهته أو حمراء.وعند حلول الظلام يتحول هذا اللون عادةً إلى الأحمر أو البرتقالى. وبعد مرور أول صيف على الطيور الصغيره يصل لون منقاريها إلى لون مناقير الطيور البالغة الا ان بعضهم يظل أطراف مناقيره سمراء اللون ولكن اعتباراً من الصيف الثاني يكون لون ريشها مثل لون ريش البالغين.

### الأنواع المتماثلة
نستطيع بسهولة التميز بين طيور اللقالق الموجوده في الأماكن الأخرى ولكن ذلك يكون عن طريق طيرانها من مسافه واضحة حيث تتميز من خلال ألوان الست ريشات اللتي في نهاية أجنحتها.حيث يمكن تمييز كل من اللقلق ذو منقار|المنقار أصفر|الأصفر عن البجع الأبيض عن النسر المصري عن الطاووس من بعضهما البعض. كما يمكن التمييز بين اللقلق ذو المنقار الأصفر عن اللقلق العادي من خلال الذيل الأسود والمنقار الأصفر الذي يكون أكثر طولاً ومائلاً قليلاً. بالإضافة إلى أن اللقالق تعتبر أطول من فصيلة اللقالق ذو المنقار الأصفر. أما البجع الأبيض فأقدامه أقصر قليلاً من اللقالق. وعند الطيران يضع قديمه خلف ذيله علاوةً على أن رأسه يكون قريباً من جسده القصير إلا أنها تظهر منفصله عنه. كما ان البجع يسير بنظام وتزامن عندما يكون على شكل قطيع على عكس اللقالق اللتى تطير على شكل مجموعات صغيرة أو فردية بدون تنظيم. أما النسر المصري فهو طائر ذو ذيل قصير يشبه ذيل الحمامة الطويل.ولديه قدم وعنق قصيرين بالإضافة إلى رأسه الصغيره ذات اللون الأبيض المصفر. أما بالنسبة للطاووس فعند طيرانه لو تمت رؤيته بريش أبيض وأسمر اللون نعرف ان أقدامه وعنقه أطول من اللقالق.

## التوزيع والإسكان

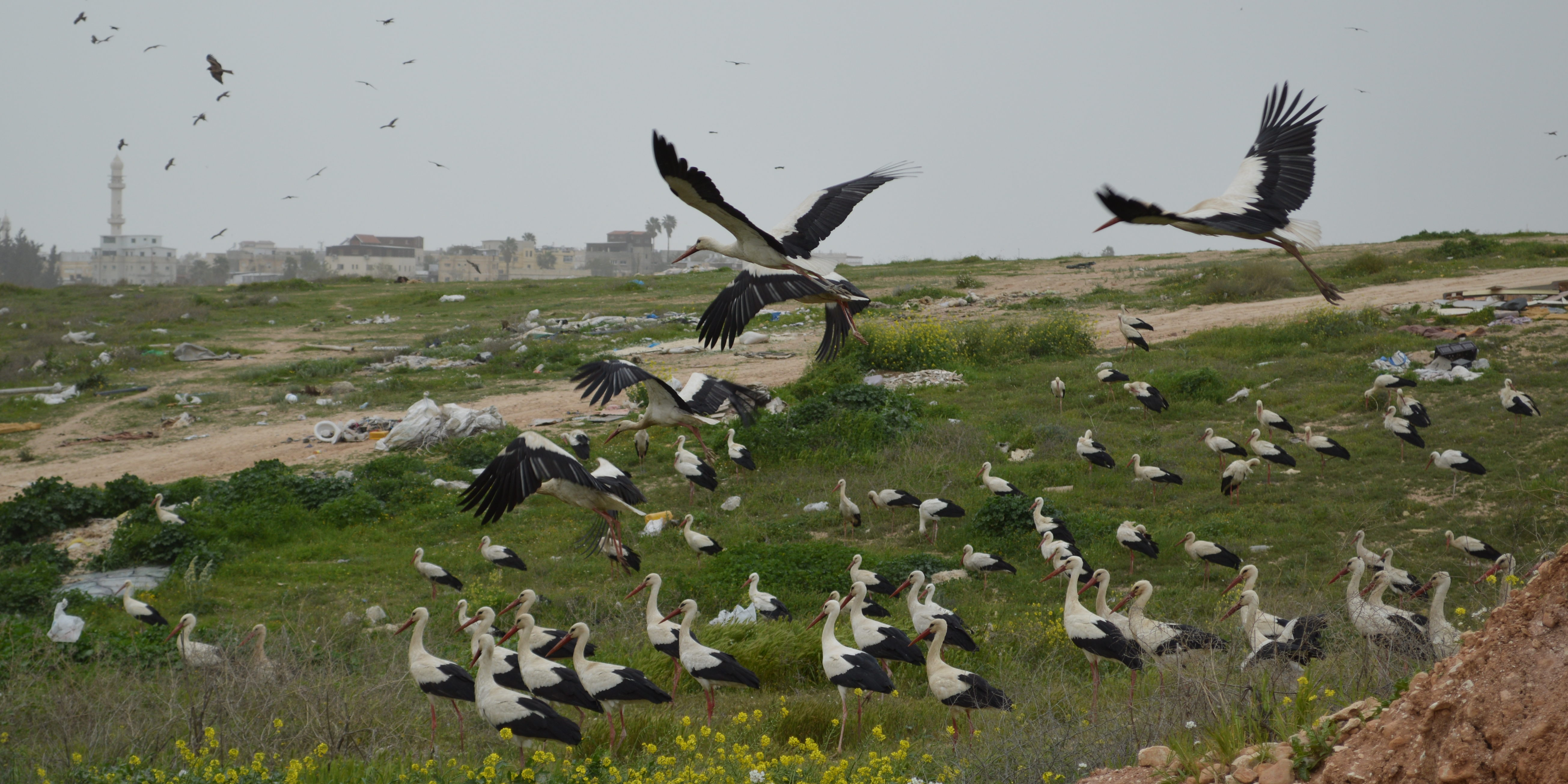
مئات من طيور اللقلق في صحراء النقب.

توجد اللقالق بشكل كبير في قارة أوربا ولكنها تنفصل عن بعضها البعض وتنتشر في مناطق عده. وتستوطن في غالبيه مناطق وسط وشرق أوروبا مع شبة جزيرةإيبيريا في الغرب وشمال افرقيا. وقد تجمع 25% منهم في بولنيا. بالإيضافه إلى وجودهم أيضا في غرب أسيا.ومايقرب من 1450 نوع يندرج تحت فصيله الاساتيكا (Asiatica) يعيش بين شرق تركستان وبحيرة الآرال في وسط آسيا.
وقد أعتُقد بأن السلالة اللتى تعيش في تركستان الشرقيه قد انقرضت في حوالى عام 1980. وقد أمتدت المناطق اللتى تعيش فيها هذه الأنواع عن طريق الهجرة حتى وصلت إلى أفريقيا والهند.وجزء من هذه المناطق قد وفي بطرق الهجرة المباشرة حيث ذهب إلى وسط وشمال أفريقيا، مروراً بفلسطين.
وقد تبين من خلال الأبحاث بوجود عدد من اللقالق اللتى تكاثرت منذ عام 1933 في مدينة Calitzdorp جنوب أفريقيا. كما تكاثر عشرة أنواع منهم في عام 1990 في مدينة Bredasdorp. كما يعُتقد أن عدد قليل من اللقالق ذات سلاله C. c. asiatica هو اللذي يقضي شتاؤه في الهند وقد رؤُيا في بداية عام 1990 حوالي 2000 طائر في وادي الكورام خلال هجره الربيع. ورؤُيا أيضاً في جنوب مدينة (Tirunelveli) تإرونلويلي وغرب مدينة (Bikaner) بيكانر الواقعين في الهند بعض من الطيور التي تعيش في ألمانيا وقد سجلت نماذج شاذه من أنواع لقالق Ciconia boyciana حيث وجد إحمرارً في الجلد حول عينها. ولذا وجب البحث أكثر عن سلاله اللقالق الهنديه. كما نستطيع رؤيتها مصادفةً عند هجرتها في كل من مناطق تكاثرها وفي فنلندا وبريطانيا العظمى وآيرلندا والنرويج وسويسرا وفي غرب جزر ماديرا بيتش والازور، وفي نهاية الأعوام صودفت ايضاً في غرب روسيا
ويفُضل في تربية اللقالق أن توجد في مناطق التغذية والحقول والأراضي الرطبة المسطحة. كما أنها تتجنب الأعشاب العالية والغابات. ولأجل ذلك إبتعدت عن مدينة شرنوب في شمال اوكرانيا بعد حادث الالطاقة النووية فيعام1986 نتيجة تغطية المنطقة بلأشجار الزراعية والأعشاب الضخمة. كما أنها أضطرت للبحث عن الغذاء في النفايات نتيجة قلة التغذية الطبيعية في بعض المناطق وذلك منذ عام 1999 في مدينة بولينا. كما علم أنها أيضاً تتغذي على النفاياتفي الشرق الاوسط وشمال وجنوب أفريقيا.
وقد إتضح أيضاً بأن اللقالق تتكاثر بشكل أكبر في المراعي اللتى يوجد بها الماء بشكل مستمر وخاصة الأراضي الرطبة عن أماكن الأدغال والغابات. أما في الشتاء في افرقيا تستخدم المراعي والمستنقعات والحقول. وفي العصور الوسطى كان الإنسان القديم يساعد في زيادة أعداد اللقالق بإنشاء حقول ومراعي مدمراً أراضي الغابات. ولأجل ذلك فإنه في هذا العصر قد تكاثر عددها بشكلً كبير في جميع أنحاء أوروبا حتي وصلت إلى شمال سويسرا.وقد كانت نادراً ما تأتي إلى جزر بريطانيا العظمى حيث يمكن مصادفة 20 طائراً على الأكثر منهم كل عام ولكن لا يوجد لها ثكنات. وفي عام 1416 وجد عشاً لزوج من اللقالق في شارع St.Giles Katedral الواقع في دمينة ادنبره في اسكتلندا.
وفي القرن التاسع عشر انخفضت أعداد اللقالق شيئاً فشئ نتيجة التغيرات في أساليب الصناعة والزراعة ولم تعد توجد عششاً للقالق في البلاد اللتى كانت تُكثر بها من قبل، كما لم تعد توجد بشكل مكثف ليس فقط في أوروبا انما في كل من البرتغال وأسبنيا واوكرانيا وبولنيا.كما قلت أيضا في منطقة جنوب غرب الجزيرة الايبريه وذلك نتيجة تغير الإنتاج الزراعي. وقد تضح من خلال الدراسات اللتى جريت عام 2005 بأن اللقالق اللتى اسست عششها عام 1931 في منطقة بودهالي جنوب بولانيا حيث أتضح أن مستوي العش ظل يرتفع شيئاً فشئ حتي وصل عام 1999 إلى ارتفاع 890م. حيث أتضح أن هذا السحب المباشر يأتى بسبب الإحتباس الحراري والحيوانات والنباتات الأخري. كما أن اللقالق اللتى تتكاثر في فصل الربيع في محافظة بوزنا الواقعة غرب بولانيا بدأت تأتي في العشرين سنه الأُخاري في القرن العشرين مبكرةً عشرة أيام عن اللتى كانت تأتهيم في نهاية القرن التاسع عشر.

### الهجرة
قد بدء البحث المنهجي الأول في موضوع هجرة الطيور من خلال الأبحاث اللتى تمت على الطيور المحلقة اعتباراً من عام 1906 في مرصد طيور روزيتا حيث يعتبر أول مرصد عالمي للطيور يقع في الحدود مع روسيا الشرقية وقد أسس من قبل الجمعية Johannes Thienemannالالمانية وكانت اللغة المتداولة فيه هي اللغة الأُكورانية. وعلى الرغم من عدم رؤية انتقالات اللقالق من زي قبل الا أنه قد تمت الدراسات على اللقالق المحلقة في أوروبا وألمانيا من قبل هذا المرصد.وقد سجل تحليق عدد من اللقالق الشابة حيث كان عددها يذيد عن المئة الف طائر بين عام 1906 والحرب العالمية الثانية حيث كانت الرحلة على بعد مسافة 2000كم واستمرت من 1908 إلى 1954.

#### طرق الهجرة
تُهاجر طيور اللقالق في كل من شهري أغسطس وسبتمبر وذلك من أماكن تكاثرها في أوروبا متجة مباشرةً إلى الجنوب وافرقيا. وتقضي شتائها في أفرقيا مروراً من كنيا واوغاندا حتي السفانا اللتى تصل حتي جنوب أفريقيا. حيث تتجمع في هذه المناطق على شكل أسراب مكونه من آلاف الطيور. وبعض منهم يستطيع أن يصل إلى غرب السودان ونيجيريا وتشاد ذاهباً بإتجاه الغرب مباشرةً. وعند حلول الربيع تعود مرة أخري إلى سكناتها في الشمال وقد سجلت عودتهم مره ثانية في شهري فبراير وإبريل إلى كل من مصر والسودان. وبعد رحلة تستمر حوالي 49 يوم تعود مره ثانية إلى أوروبا في نهاية شهرى مارس وإبريل. أما عند مقارنة رحلة الخريف بالربيع نجد أن رحلة الخريف تستمر 26 يوما.وذلك ناتج عن قلة الطعام اللتى تتناولة وسرعة الرياح اللتى تأتى من خلفها فيزيد من معدل سرعة تحليقها خاصاً في الأماكن اللتى لاتتمكن فيها من الحصول على فريسة لها.
كما أن اللقالق عند هجرتها من أوروبا تتخذ طريقين آخرين غير طريق البحر الأبيض وذلك لتجنب المرور من على البحر مسافة كبيرة ولذلك إما أن تتخذ الطريق مباشراً من على نهر النيل مروراً بالصحراء الكبرى على ليفانت ومروراً بمضيق البسفور في تركيا أو تسلك طريق الهجرة الغربي مروراً بمضيق جبل طارق. حيث ان مسارات الهجرة تلك تجعلها تستخدم طاقة أقل بسبب وجود التيار الهوائي. إلا أن طريق الهجرة الشرقى أهم بكثير من طريق الهجرة الغربي حيث يستخدمه 530 الف من طيور اللقلق سنويا، وتعتبر اللقالق ثانى أكثر الأنواع بعد الصقور كمستخدمى لهذا الطريق. حيث يستطيع كل من أسراب البجع الأبيض واللقالق والطيور الجارحة الأخري اللتى تهاجر أن تصل إلى ارتفاع 200كم. وعلى الرغم من أن مسار الهجرة الشرقى ضعف مسافة الطريق الغربى إلا أن اللقالق تستطيع أن تصل في نفس الفترة في كلا الإتجاهين شتاءً.
تبدء اللقالق الصغيرة في الخروج إلى طريق الهجرة وذلك لأول مرة عن طريق الطيران بالوراثة متجهه مباشرةً إلى الشمال إلا أنها لن تستطيع تلافي التغيرات بسبب الأحوال الجوية مما يضطرها إلى الرجوع لثكناتها مرة ثانيه. على عكس الطيور البالغة اللتى تستطيع ان تحمي نفسها من طيار الرياح القوي وتتمكن من الوصول إلى ثكناتها الطبيعة. ولنفس الأسباب تهاجر جميع الطيور في فصل الربيع ثم بعد ذلك تعود إلى ثكناتها في نفس الوقت. حيث لوحظ بأن صغار اللقالق اللتى تربت تحت الأسر في كالينينغراد تمكنت من الطيران من خلال فطرة الطيران الطبيعية الموجوده بها واللتى تنتج من التجارب بدون مساعدة من الطيور الكبيرة اللتى في البرية واللتى تستطيع ان توضح لها الطريق وتوفر لها الطعام.

#### استخدام الطاقة
تطير اللقالق اثناء هجرتها بين أوروبا وجنوب الصحراء الكبرى لمسافات عالية مستفيدة من قوة الرفع للهواء الجوي. وعلى الرغم من أن طريق البحر الابيض المتوسط يعتبر من أقصر الطرق إلا أنها تستخدم الطرق البرية هارباً من الطرق البحرية وذلك لعدم وجود طيار هوائي فوق البحار ولتقليل نسبة الطاقة اللتى تبذلها عند رفرفة اجنحتها. حيث تبين أن الجسم إثناء خفقان الأجنحة يقلل من الدهون بنسبة 23 ضعف اللتى يقللة إثناء الطيران. كما أن أسراب الطيور تستمر في التحليق مرتفعاً في الهواء على بعد مسافه من 1200 إلى 1500كم مستخدمةً الهواء الساخن الذي يسبب سهولة في الارتفاع. وقد سجل وصولها إلى ارتفاع مسافة 3300م في غرب السودان.
وقد صودف وجود رحلات طويلة لها فوق المياه. كما شُهدت بعض الطيور اللتى تعيش في الدنمارك محلقاً في سماء انجلترا حيث تقضي بعض الوقت هناك ثم تداوم رحلتها مرةً ثانية. وبعد ذلك إثنا تحليقها على جزر سيلي تصل إلى ماديرا بعد ثلاثة أيام ولكن في حاله سيئه. حيث تبعد هذه الجزيرة عن افريقيا مسافه 500كم وضعف هذه المسافة عن أوروبا. كما تستطيع تخطي المخاطر اللتى تواجهها عند مرورها على الشرق الأوسط عن طريق رياح الخماسين اللتى تكونها رياح الهواء واللتى تكون مناسبة للطيران. فعند سوء أحوال الطقس تضطر أسراب الطيران إلى الانتظار حتى تتحسن حاله الهواء وتتمكن من العودة إلى ثكناتها مره أخرى.

## السلوك
تعتبر اللقالق من الطيور اللتى تعيش في شكل أسراب. وقد شُهدت أسراب من آلاف الطيور من خلال بياتها الشتوي في أفريقيا وعن طريق مسارات الهجرة. وقد جمعت الطيور اللتى لم تتكاثر في وقت تكاثرها على شكل مجموعات مكونه من 40 إلى 50 طائر. كما صودف أيضا في جنوب افرقيا نوع آخر داخل أسراب الطيور أسمر اللون وأصغر قليلا يسمي بابو اللقالق. كما أن أزواج اللقالق اللتى تتكاثر تتجمع على شكل مجموعات صغيرة من أجل الصيد إلا أن بعضهم قد لوحظ وجوده في بعض المناطق المستوطنين بها على شكل عشش مكوناً مستعمرات. ولكن حجم المجموعة داخل المستعمرة يختلف عن خارجها وهيكلها الاجتماعي رخو. وعند بدء تكاثر الطيور الشابة تظل داخل المستعمره متمركزة في المركز حيث أن ازواج اللقالق البالغة واللتى تكون أكثر حظا للأنجاب تتمركز في الوسط حيث يعتبر من أجود أماكن المستعمره. كما انها توفر معاملة إيجابية عن طريق تطهير البيئة الاجتماعية وتوحيد صفها وهذه المعاملة تظهر في العشش فقط. وتنظف اللقالق القائمة العش للقالق النائمة واحياناً ينظف الأبوين البيت للأطفال الصغيرة وأحيانا تنظف الصغار البيت مع بعضها البعض. على عكس أغلب أنواع اللقالق الأخري واللتى لاتظهر أبداً فارداً أجتحتها. إلا عند تبلل أجنحتها بالماء فإنها تبعد الجناح عن الجسد حيث يكون متدلياً إلى أسفل.
تفرز اللقالق في بعض الأحيان البول والبراز على أقدامها ولأجل ذلك تظهر أقدامها بيضاء اللون. وبعد ذلك تظهر الرطوبة التي تتكون نتيجة البخار، حيث يطلق علي هذه الحالة الأورهيروز (ürohidroz). حيث أن تجمع الفضلات على أقدامها قد يسبب إصابات على أقدامها أحياناً. ولأسقاط الماء في فم الصغير الراكد في العش تستخدم الطحالب كوسيلة عن طريق قذفها على منقاره.

### التواصل
يتم التواصل عبر اللقالق البالغة من خلال اصطدام مناقيرها ببعضها حيث تصدر صوت مرتفع يشبه صوت البندقية الذي يسمع من على مسافه بعيدة. فيتكون هذا الصوت نتيجة القفل السريع وتحريك مناقيرها فوق وتحت وفي جميع الأتجاهات حيث أن اصطدام المنقار بالحلق هو الذي يكون صوت الرئتين ولهذا السبب يخرج الصوت مرتفعً. كما أن اصطدام المنقار يسُتخدم في مختلف التفاعلات الأجتماعية ولكن يصل إلى مسافات أبعد. وطبقاً لهذه الحالات فإنها تكُون إيقاعات مختلفة وأوضح. فعلى سبيل المثال إثناء تزاوج اللقالق يكون الارتطام اقل وعند التنبيه أيضا يكون اقل من ذلك. والصوت الصاخب يخرج من الطيور البالغة فقط أما صوت الصغار فيثسمع بصعوبة. كما تسلم اللقالق على بعضها البعض في حالة التهديد والتزاوج وذلك عن طريق رمي رؤسها إلى الخلف بسرعة وتقيم ظهرها بأرتفاع رأسها ويعود ببطئ نحو الجزء الامامي من الرأس والرقبة. وتكرر هذه العملية عدة مرات متتالية. ولحماية مناطق تكاثرها صيفاً تقوم بغرس زيولها مع بعضهما البعض وتمد أجنحتها بجانبها وتنحني الي الامام بشكل مباشر.

### التغذية
تتغذي اللقالق على صيد الحيوانات المختلفة. حيث ترجح أن تصطاد في مناطق المراعى اللتى تبعد 5كم من عششها وكذلك المناطق المغطاة بالأعشاب القصيرة حتى تتمكن من الوصول إلى فريستها. كما تظهر بعض التغيرات طبقاً لتوفر الصيف ومناطقة وموسم الحيوانات اللتى تصطادها.
ومن بين الأطعمة اللتى تتناولها بكثره الثديات الصغيرة منها الصرصور والديدان والزواحف والبرمائيات وخاصة الضفاضع والفئران الحقلية والطوبين والفئران الحاده. كما تتغذي أيضا ولكن بشكل أقل على بيض الطيور وصغار الطيور والسمك والرخويات والقشريات والعقارب وخلال يومها تبتلع بشكل مستمر الفراشات الصغيرة. وعند إصطيادها للفرائس الكبيرة فإنها تقتلها أولاً وتقطعها قبل ابتلاعها. كما تبتلع الشرائط المطاطية وتخلطها مع الديدان ونتجة لذلك تحدث عرقله في الجهاز الهضمي قد تؤدي بها إلى الوفاة.
وفي الربيع تذهب إلى ليتوانيا لأصطياد نوع من الضفادع معروف بأسم رنا أرفاليسيا، مستفيداً من الصوت اللذي يصدره ذكور هذا النوع بشكل عام في وقت التناسل.
وفي خارج فتره التكاثر فأنها تشبه المواد الغذائية للقالق ولكنها تؤخذ من المناطق الأكثر جفافاً. كما أن اللقالق اللتى توجد في الهند في فصل الشتاء لأجل اصطياد الحشرات فأنها تتبع الغزلان السوداء حيث تزعج هذه الحشرات الغزلان السوداء. كما أن بعض اللقالق اللتى تكون في الهند في فصل الشتاء تصطاد مع بعضها لقلق صوفي العنق (Ciconia episcopus). قد سُجلت سرقه المواد الغذائية من اللقالق عن طريق الأبحاث اللتى تمت على القوارض في الهند. علاوةً على ذلك فأنها تتغذى على الفئران الموجوده في الحقول في بعض الأماكن في بولانيا.

### التكاثر وفترة المعيشة

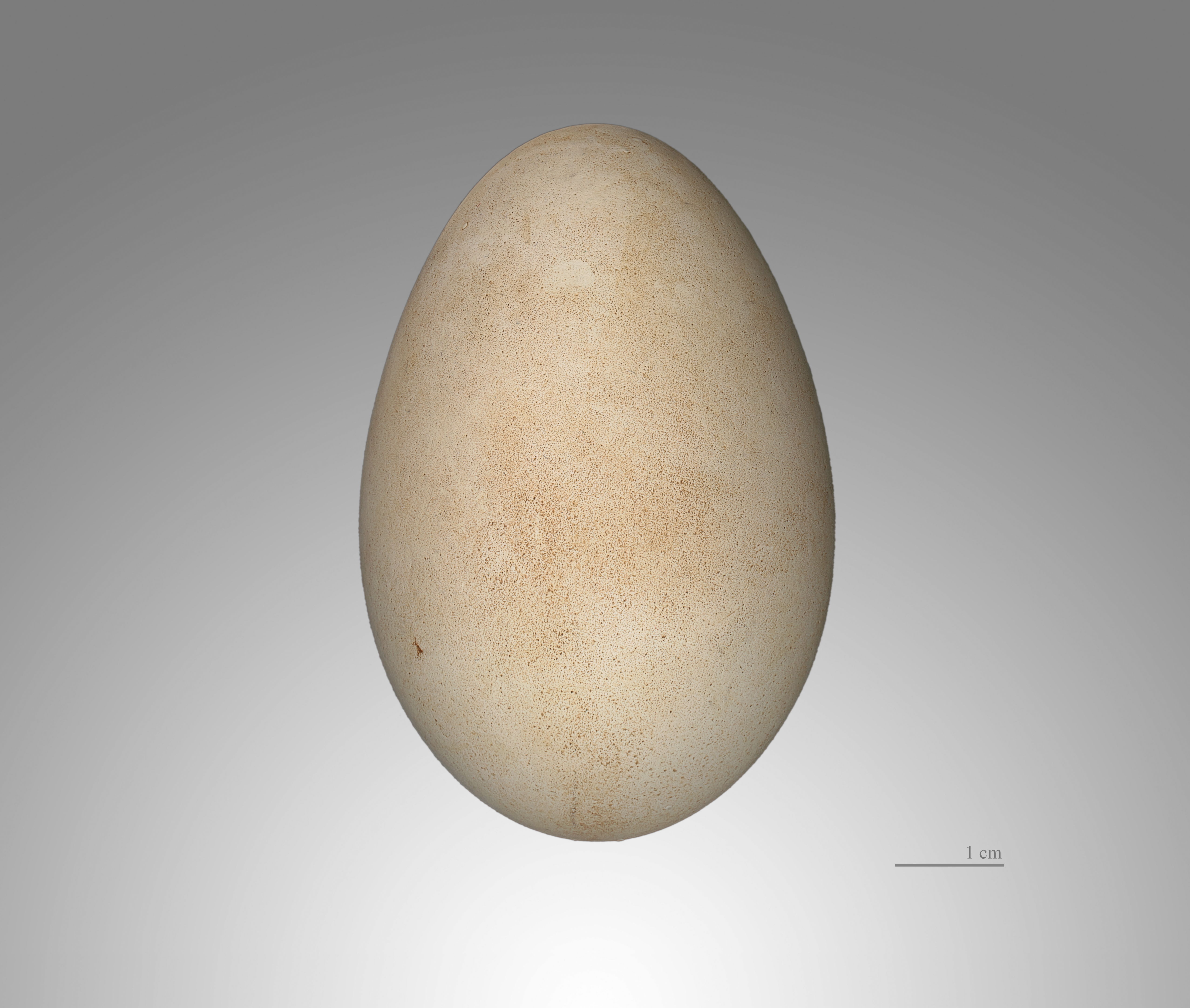
بيضة اللقلق

تصنع اللقالق العشش الكبيرة المصنوعة من الأغصان الرقيقة فوق الأسطح المصنوعة بشكال خاص من قبل الإنسان أو على المباني وعلى الأشجار في الأراضي الحقلية المفتوحه واللتى تقع بالقرب من المستنقعات. يتراوح عمق العش من 1 إلى 2م ومساحة من0.8 إلى 1.5م ووزنه بين 60 إلى 250كجم. كما أسست عشش على شكل مستوطنات صغيرة. تصنع اللقالق عششها بالقرب من الأماكن السكنيه وذلك لعدم أزعاج البشر فهي تري أن ذلك يعتبر نذير خيراً لها. كما أنها صنعت عشش ايضاً فوق الكنائس في جنوب افرقيا وعلى الجوامع في تركيا. وتستخدم اللقالق وخاصة الذكور المسنة بيتها نفس ثكناتها كل عام. حيث تعود الذكور في الربيع قبل المبيت الشتوي وتستخدم نفس ثكناتها. كما أنها تستفيد من بقاء الصغار حديثي الولادة في العشش الكبيرة حيث يمكنها إستيعاب أكبر الأعداد من الصغار. كما إتضح ان الأسباب وراء تغير العشش يكون بسبب الصغار اللتى لم تكمل عام وتغير الازواج، حيث يمكن للطيور الشابه الذهاب إلى عش آخر والتكاثر فيه. وتبقى في العش الآخر لعدة أيام وقد لوحظ تغير في عدد أزواج اللقالق اللتى تغير عششها ولكن لم يتبين السبب وراء ذلك. تبقي عدد من الطيور المختلفة في عشش صغار اللقالق. ومن أكثر الأنواع اللتى صودفت هم عصفورينات وعصفور الغابة والزرزور.أما الأنواع اللتى صودفت بقله هيه صقر الجراد والبومة الصغيرة والزعرةالبيضاء والحميراء الأسود والغربان والعصافير. كما تلقي أزواج اللقالق برأسها مباشراً تجاه بعضها البعض. وتسلم على بعضها البعض عن طريق أرتطام مناقيرها ورجوع الرأس مره ثانيه إلى الأمام. ويتزاوج اللقالق بأستمرار على مدار شهر حتي تضع البيض. وفي الغالب تتزاج بزوج من الإناث ولكن هذه الحالة ليست شائعة عند اللقالق.
وأزواج اللقالق تضع في العام الواحد بيضة انثي واحده فقط. حيث أنها تضع في الطبيعي اربع بيضات، وقد صودف في بعض الأحيان مابين 1 إلى 7 بيضات. واللون الطبيعي للبيض هوه اللون الأبيض إلا أنه يوجد عليه طبقه سطحية صفراء نتيجه وجود مادهالجلوتين. والحجم الطبيعي للبيض 72,58 x 51,86 مم  ووزنها من 96 إلى 129 جرام. وقشره البيض يكون وزنها حوالى 10,76 جرام. وبمجرد وضع الأنثي للبيضه الأولى ترقد عليها الأنثي محتضناها. وبعد 33 إلى 34 يوم تبدء الصغار بالخروج من البيضة بالتناوب وأول من يخرج من البيضة يكون متميز عن باقي الصغار. وفي بعض الاحيان يحدث هجوم بين الأبن الأقوي ضد الأبن الأضعف وأحياناً يتم قتل الأبن الضعيف من قبل الأبوين. ويزداد هذا التصرف عند نقص الغذاء وذلك لتقليل عدد الصغار فتزداد فرص الحياه للصغار الباقية. ولكن في الطبيعي لا تتعارك اللقالق مع بعضها البعض ولا تتنافس الأبوين في الغالب بين ضعاف وصغار الطيور بسبب التقيئ اللذي ياتي من كثره الطعام. ولتقليل عدد الصغار يقتل الأبوين صغارهما وهذه الطريقة أكثر فاعلية ولكن لايصادف هذا الأسلوب بشكل مستمر.
وعند خروج الصغار من البيض يراعي حالة الجو ودرجة سخونة حيث أن الجو البارد والممطر يذيد من فرص الأنتاج ويقلل معدل الوفيات. وقد بينت الأبحاث اللتى أقيمت بشكل غير متوقع بأن آخر الصغار الذي يخرج من البيض ينمو بشكل سريع مقارنةً باللتى تخرج قبل اكتمال نموها. وبعد عدة أسابيع يذداد وزن الصغير بشكل سريع حيث يصل بعد 45 يوم إلى 3,4كجم. كما يذداد طول المنقار على مدار 50 يوم. وتتربي الصغار على الحشرات والديدان اللتى يصيدها الأبوين. وتتمدد الصغار الأكبر سناً على مناقير الآباء لكي تتغذي. وبعد خروج الصغار من البيض ب 58 ال 64 يوم تبدء في النمو.
وقد تبين أن اللقالق عاداً ما تبدء في النمو بعد سن اربع سنوات وأقل سن لها سنتين وأكبر سن سبع سنوات. كما تبين أن أقدم اللقالق عمراً هو لقلق كان يعيش في البرية في سويسرا ووصل عمره إلى 39 عام. أما الطيور اللتى تعيش تحت الأسر قد تصل اعمارها إلى 35 عام.

## الطفيلات والأمراض
تكون اللقالق عششهاعن طريق عدد من أنواع المفصليات وذلك بعد عودتها من ثكناتها وخاصة في الأشهر الأكثر حرارة. وفي كل عام تقوم بجلب عدد من المستلزمات الجديدة وذلك لكساء العشش اللتى تتكاثر فيه على مر السنين وتتراكم المواد العضوية فوق بعضها البعض داخل العشش وتذود غذائها بالسوس المتنوع وتقوم بتنظيم درجة حراره العش وذلك من أجل جسدها وفضلاتها وبقايا الأطعمة والريش وقطع الجلود. ومن خلال الأبحاث اللتى تمت على اثنا عشر عشاً وجد 13,352 عقاراً لحوالي 34 نوع مختلف من الطيور. وقد شكلت هذه الأنواع Macrocheles robustulus, Uroobovella pyriformis Trichouropoda orbicularis حوالي 85% من نسب جميع الأنواع الأخري. وهي تتغذى بشكل عام على الخنفساء والديدان الأسطوانية واليرقات وبيض الحشرات المتوفر بإستمرار في أرضية العش. ولم يتم العثور أبداً على السوس الطفيلي. ولم يتبين تأثير السوس علية فقد يكون مفيداً لتدميره للكائنات الحية الضارة وقد يكون ضاراً على الصغار الراقد في العش.
وقد وجد على ريش اللقالق أربع أنواع أو أكثر من العقارات. ومن بين هذه الأنواع كل من Freyanopterolichus pelargicus وPelargolichus didactylus وهذه الأنواع يتغذي على الفطريات اللتى تكون في ريش اللقالق أما عش الغراب الموجود في الريش يتغذي على مادة الكيراتين الموجوده على الريش الخارجي أو زيت الريش. وقد يُرى قمل الطيور على النوع Colpocephalum zebra من الطيور، أما النوع Neophilopterus incompletus فيوجد على جميع جسدة.
علاوة على ذلك فقد صودفت طفيلات أخري على أنواع مختلفه من اللقالق. ويعد كل من الأنواع (Toxoplasma gondii) التوكسوبلازما والجيارديا لامبليا من بين أنواع الطفيلات المعنويه. ومن خلال الأبحاث اللتى تمت في ألمانيا على جسد 28 نوع من طيور اللقلق من فصيلتي ساكسونيا-انهالت وبراندنبورغ قد صودف ثمانية أنواع من الديدان المثقبة وأربعة أنواع من الدودة الشريطية وأقل الأنواع كانت من الديدان الأسطوانية. وقد تبين من خلال الأبحاث اللتى تمت في مركز الأستخبارى الأول في اسبينا بأن إحدي أنواع الديدان الشريطية وهي Chaunocephalus ferox سبب في إصابة جدار الأمعاء الدقيقة للعديد من الطيور، واللتى كانت سبب في فقدان الوزن للطيور.
وتصاب الطيور الأخري المنتشره بين الطيور المريضة عن طريق البعوضة وفيروس غرب النيل. كما أن انتشار الفيروسات الغير معروفة بشكل تام على البيئة يكون له تاثير مهم جدا على الطيور المهاجرة. وبتاريخ 26 أغسطس عام 1998 أُجبر قطيع مكون من حوالى 1200 لقلق على الخروج في رحلة للجنوب ونزلت في ايلات جنوب إسرائيل وللعودة بطريق الهجرة السابق توفيت بعض الطيور نتيجة إجبارها على الطيران ورفرفة أجنحتها. حيث لقي إحدى عشر طائر حتفهم إصر أصابتهم بفيروس غرس النيل في المخ. وقد وجدت اجسام مضادة تجاة فيروس غرس النيل في أجسام اللقالق اللتى أجري عليها الأختبار في أسرائيل.
وقد تعرض ثلاث لقالق للإصابة بفيروس في إحدي ملاجئ الحماية الطبيعية في بولانيا عام 2008 ولم يتم تحديد وجود الفيروس بشكل تام بعد.

## وضع الحماية
وفي القرن التاسع عشر بدأ إعداد اللقالق في النقصان وذلك بسبب تغير أساليب الزراعة والصناعة. وأخر اللقالق اللتى تمت رؤيتها كانت عام 1895 في بلجيكا و1955 في السويد و1950 في سويسرا و1991 في هولندا، ومع ذلك وجد العديد من الانواع المختلفة من اللقالق في أماكن جديدة. وبعد تصنيفها من الأنواع المهددة بالانقراض من قبل الاتحاد الدولي لحفظ الطبيعة عام 1988 فإنها في عام 1994 تم تصنيفها من ضمن الأنواع المميزة تطوريا والمهددة عالميا. وفي نفس الوقت اعتُبرت من ضمن أنواع الطيور المهمة داخل (AEWA)الاتفاقية الأوربية الأسيوية الأفريقية لالمحافظة علىالطيور. كما كونت خطط فعالة تفصيلية للدول اللتى قبلت هذه الأتفاقية لحماية هذه الفصائل ولذلك وجب توفير الأبحاث الهائلة في ذلك. وقد وجد ضمن هذه الإتفاقية جمعية التلائم والتدريب البحثى والاثار المترتبة على الجنس البشري لحماية الفصائل والبيئة. كما وقعت قوانين على التهديدات اللتى تبينت مثل تقليل المستنقعات بشكل مستمر والمخاطر اللتى تخلفها خطوط الجهد العالية وأسنخدام مواد ملوثة للبيئة مثل الدي دي تي ثنائي كلورو ثنائي فينيل ثلاثي كلورو الإيثان اللذي يستخدم من اجل محاربة الجراد الصحراوي في أفريقيا والصيد غير المشرع في الثكنات وعلى طرق الهجرة.
وقد وجدت سلالات للقالق كبيرة تعيش في شرق ووسط أوروبا. ونهاية للأحصائيات اللتى أقيمت أعوام 2004-2005 أتضح أعدد اللقالق حيث تبين وجود 52,500 زوج في بولنيا، 30,000 زوج في أكرانيا و 20,000 زوج في روسيا البيضاء و 13,000 في ليتوانيا (أكثر كثافة لفصائل اللقالق عالميا في هذه الدولة). وقد تبين تكاثر 10,700 زوج في ليتوانيا و 10,200 زوج في روسيا. وقد خمن تكون 5,500 زوج في رومانيا و 5,300 زوج في هنغاريا ووجود 4,956 زوج في بلغاريا. وقد وجد حوالى 4,482 زوج في غالبية مناطق شرق ألمانيا وخاصة في كل من محافظة براندنبورغ ومكلنبورغ-فوربومرن. وفي عام 2008 وجد 1296 زوج و 873 زوج على التوالى.
كما وجد 7,684 زوج في البرتغال، و33,217 زوج في إسبانيا. إلا أن السلالات الموجودة في شرق وغرب أسبانيا قد قل أستقرارها. مثال: قدأنخفض عدد سلالات اللقالق الموجوده في الدينيمرك عام 2005 حتي وصل إلى 3 أرواج فقط. وقد وجد عدد قليل من اللقالق في منطقة شرق البحر الأبيض بالإضافة إلى 6,195 زوج في تركيا، و2,139 زوج في اليونان. وعلى الرغم من تدابير الحماية المتخذة في أوروبا الغربية إلا أن فصيلة اللقالق لاتزال نادره. حيث وجد 973 زوج فقط من اللقالق في فرنسا و 528 زوج من اللقالق في هولاند وذلك عام 2003.
وفي بداية عام 1980 تبقي تسع ازواج فقط من اللقالق فقط في الجزء اللعلوي من وادي الريان وأستمر لعدة قرون . ونهاية للجهود اللتى بذلتها مؤسسة حماية اللقالق الموجوده في ألزاس واللورين تبقي 270 زوج فقط من اللقالق في هاتين المنتطقتين وذلك عام 2008. ولتقليل أعداد اللقالق المهددة بالأنقراض في إطاليا وهولندا وسويسرا تم وضع قانون ينص على منع إطلاق صراح الطيور اللتى تعيش في حديقة الحيوان إلى البرية مرة ثانية. وفي عام 2008 تم العثور على 601 زوج من اللقالق في أرمينيا و700 زوج في هولندا. علاوة على ذلك فقد تبين أن العديد من أزواج اللقالق اللتى تتكاثر تأتي إلى جنوب أفريقيا من أجل المبيت الشتوي. وفي بولنيا تم وضع منصات على قمم أعمدة الكهرباء لحماية اللقالق من الخطوط الكهربائية. وفي بعض الأحيان تم نقل الأعشاش على منصات صنعت خصيصة. وفي هولندا تم تطبيق برامج لإطلاق صراح الطيرو اللتى تعيش في حديقة الحيوانات إلى البرية، بالإضافة إلى صنع عشش وتوفير التغذية من قبل متطوعين. كما تم إصدار أمر بإقمة نفس البرنامج في سويسرا أيضاً. وفي عام 2000 سجل أن عدد اللقالق وصل إلى 175 زوج في سويسرا. وقد لوحظ أنخفاض واضح في أعداد اللقالق في سويسرا لفترة طويلة وذلك بسبب انخفاض معدل الإنتاج وعدم صلاح برنامج التغذية المتكامل. وقد تم أستمرار مجهودات حماية اللقالق من قبل مختلف الجمعيات والحكومات المحلية وذلك في كل من دلتا جاديزدلتاجايز في مدينة أزمير بتركيا وبحيرةاولوبات في بورصة وفي أقياقا بموغلا. وفي نهاية مشروع القوي الصديقة للقالق عام2011 واللذي تم في قرية اسكيكاراغش والواقعة في محافظة قراجاباي أخذت قرية اللقالق الأوربية المركز الحادى عشر على مستوي القري.

## التسمية
كلمة اللقالق المستخدمة في اللغات التركيةأصلهة كلمة لج لج الفارسية. وقد أستخدمت في اللغة الفارسية مخففاً (لك لك)، أما في اللغة العربية أستخدمت مثقلة (لق لق). ولذلك أتضح ان أصل الكلمة فارسي وليس عربي. استخدمت هذه الكلمة في اللغة التركية كناية عن اللقالق نتيجة الجلجلة اللتى في الصوت اللذي يصدرة، حيث أن كلمة لقلق تعني في اللغة التركية الثرثرة وكثرة الكلام والنميمة ولم تأتي من اللغة العربية. وفي اللغات التركية الأخرى إتضح انها أخذت إما من اللغة العربية أو اللغة اللفارسية. وقد مرت هذه لكلمة على اللغات المجاورة ففى اللغة الأذرية جاْت بالشكل leylək، وفي اللغةالتركمانية leglek وفي اللغةالأزباكية лайлак laylak وفي اللغةالاوغورية леглек leglek وفي اللغةالقرغازية илегилек ilegilek илекилек ilekilek وفي اللغة الكازاخستانية дегелек degelek, ләйлек leylėk, ләйлік leylik وفي اللغةالكاراكالباكية ләйлек leylėk وفي لغةكراشاي بلقاريا лелек lelek وفي لغةالكاري leklek وفي اللغة التترية ләкләк leklek. وقد مرت من اللغة التركية إلى اللغات المجاوور مثل وفي اللغةالأستونية (лакълакъ laḳlaḳ) وفي اللغةالألبانية كانت (lejlek ثم تحولت إلى lejleku) وفي اللغة الأوكرانية(лелека leleka).وقد مرت من اللغة الفارسية مع اللغة الكرديةاللغة الكردية Zazacaya وفي لغةالظاظا (leglege).وقد أستخدمت كلمة لقلق الحجاج في اللغة التركية أيضا. وكما أستخد هذا الأسم في اللغة التركية أستخدم أيضا في اللغةالقوقازية اللتى في داغستان وفي لغةأمريكا اللاتينية والكريبي جائت بالشكل (хӀажилаглаг hacilaglag) وفي اللغةالليزجهايانية جائت بالشكل التالى (гьажилеглег hacilegleg). وقد أستخدم كلمة لقلق في بعض اللغات التركية بأسماء متنوعة حيث ذكرت في اللغة (التوفا بالشكل шилен şilen وفي اللغةالسروالية واللغةالتلواتية шӱлен şülen. كما ذكرت في اللغةالطائية خارج اللغة التركية في لغةالبنادقة اللتى مجموعة اللغاتالتونغوسية بالشكل (сили sili, шили şili)حيث مرت من أسماء الطائر الحزين إلى (لغةالهكاس сÿлен sülen واللغة التترية челән çėlen). وفي اللغة التركية استخدمت أنواع عائلات الطائر الحزين في (اللغةالقرغيستانية кытан ḳıtan وفي اللغةالكزخستانية құтан ḳutan وفي اللغةالكاراكالباكية қутан ḳutan وفي اللغةالازباكية қўтон qo`ton وفي اللغةالياقوتية кутан kutan)وذلك في اللغات التركية الأخري كأساس لأسم الجلد (kutan)المستخدم بشكل بديل لأسم البجع المستخدم في (اللغة بأسم qutan واللغةالمغولية хотон hoton، واللغةالمجرية بأسم gödény)حيث أستخدم أيضا في اللغةالكزخستائية اسم қара құтан ḳara ḳutan اللذي بمعني الملك الحزين الأسود من أجل اللقالق السوداء.كما أستخدم في اللغاتالطائية بأسماء مختلفة ففى مجموعة اللغةالمغولية أستخدمت في اللغةالمغولية بالشكل (өрөвтас örövtas) وفي لغةالكلموكية (өрг örg, ханчлд hançld).
وقد سجلت كلمة cǐcōnia اللتى جاْت في اللغة اللاتينية بمعني لقلق في اثار هوراس وأوفيد. كما مرت من اللغة الاتينية اللتى اتت من الاسم العلمى إلى اللغة الفرنسية cigogne والأسبانية cigüeña والبرتغالية cegonha واللغة الإيطالية cicogna.وطبقا للغة عامية القديمة فإن كلمة storch أستورش الألمانية جاءت من الصياح اللقالق اللتى سُمعت إشفاقا على عيسي المسيح إثناء صلبة وذلك بمعني (منح القوة له). حيث انها في الأصل تعبر عن ترابط اللقالق ومشيها منتصبا فقد مرت من كلمة sturchالهرغانية وأصلهة *sturk-, *sterk إلى اللغة الانجليزية والدنماركية والنروجية والسويسرية على شكل stork واللغة الألمانية storch. أما كلمة اللقلق الهولندية الأتية من كلمة ooievaar المستمدة من كلمة odebaar فإن معناها في الألمانية (الناقل للروح).
أما كلمة اللقلق العبرية فهية مستمده من كلمة חסידה (حاسدة)الأتية من كلمة חסד (حسد)واللتى بمعني (متسامح) و (لطيف).

## مكانتها في الثقافة والفلكلور
قد احتلت اللقالق مكانة كبيرة في الثقافة الإنسانية والفلكولور وذلك نتيجة وجود عششها على المباني واصطيادها للحشرات وقربها من الإنسان. واستخدمت في مصر القديمة على شكل أشكال هيروجليفية ومرتبطة بالروح. وطبقا لأحد المعتقدات فإن كلمة لقلق ب العبرية اللتى جاءت من كلمة חסידה (حاسد) المستمدة من كلمة חסד (حسد) واللتى بمعني التسامح واللطف حيث أن السبب في هذه الكلمة هوه نتيجة التعاون بين اللقالق وبعضها البعض. وقد أتخذت الأساطير اليونانية والرومانية شكل اللقلق كرمز يعبر عن الولاء للأبوين. كما تعتقد اللقالق أنها عندما تكبر في السن لن تموت ولكنها تطير إلى الجزر وتتحول إلى إنسان. وتحتل اللقالق المركز الثاني في أساطير أزوب حيث كان يعتقد بأن اللقالق كانت تعيش مع المزارع والذئاب في نفس الوقت حيث كانا يعتنون بأباء اللقالق حتى الغذاء كانت تحمله لهم. وقد أستخدمت اللقالق في كتب الأطفال كرمز يظهر الأحترام للوالدين. وطبقا للقوانين اليونانية القديمة فإن أصل كلمة لقلق كلمة (Pelargonia) بلرجونيا المستمدة من كلمة بلجورس (pelargos)(πελαργός) تأتي بمعني لقلق لذلك اجبر المواطنين على العنياة بوالديهم المسنين. وعن اليونانية القديمة قد تصل العقوبة إلى الإعدام لمن يتسبب في قتل اللقالق. وفي تساليا القديمة كان يعتقد بأن الطائر الأبيض فيرجيليتم حفظة لصيد الثعابين. وقد ذكر انه عند حلول الربيع وقت غرس الكوروم في البساتين يتم تعليق طائر فيرجيل للتحذير.
كما يرى المسلمون تقديراً لهذه اللقالق المهاجرة بسبب مرورها على مكة من أجل الحج ولهذا السبب أطلق عليه في الأناضول (لقلق الحجاج) أو (بابا الحجاج). وقد بدءت الدراسات الأولى المتعلقة بهجرة اللقالق في العثور على اللقالق المسماة (باللقالق السهمية) باللغة الألمانية Pfeilstorch وذلك في رأس السهام الأفريقية ووسط أوروبا. ومن أشهر نماذج هذه اللقالق هيه اللقالق اللتى وجدت صيف عام 1822 في مدينة كلوتز الواقعة في منطقة مكلنبورغ الألمانية حيث وجدت مخبأة وممتلئة داخل المنازل. كما وجدت مدرسة مزخرفة برقب اللقالق وفي الفترة الحالية وجد نفس الطراز ايضاً في جامعة روستوك.
وطالما بأن اللقالق تشعر بعدم أزعاجها للبشر فأنها تنشئ عششها فوق المنازل. فقد يعتقد في ألمانيا بأن وجود عشش اللقالق فوق المنازل فإن هذا يحمى المنزل تجاة الحرائق. علاوة على ذلك فبسبب اعتقاد اللقالق بأن أرواحها تتحول بعد ذلك الي بشر فلأجل ذلك كانو يحمونهم. كما ان الألمان والهولنديون كانو يعتقدون بأن وجود اللقالق فوق الأسطح يجلب الحظ فلذلك كانو يقومون بإنشاء منصات خصيصة لهم. كما يعتقد البولنديون والأوكرانيون والليتوانيون بأن اللقالق تجلب الوئام للعائلات اللتى تعيش في منازل تعلوها عشش اللقالق. وفي الأناضولكان يعتقد بأن رؤية اللقالق في الهواء تجلب الزوار وتجلب للرائي منزل تخضع له اللقالق فية.
وتعتبر اللقالق هي الأكثر شهره في مجال الفنون البصرية. كما استخدمت اللقالق في أكثر من 60 دولة كرمز للزخرفة على أكثر من 120 طابع بريد. كما تعتبر الطائر الوطني في ليتوانيا. وتستخدم كرمز لروسيا البيضاء ومنطقة الألزس الفرنسية. وكانت اللقالق عبارة عن تعويذه بولندية في معرض إكسبو الدولي2000 في مدينةالهانوفر. وفي القرن التاسع عشر كان يعتقد بأن اللقالق تعيش في الدول اللتى تحكم بالجمهورية فقط. وفي بعض الأحيان صورت اللقالق كثيرا على شكل عاقدة ثعبان في فمها وذلك كرمز لشعارات نبالة. وأستخدمت اللقالق كشعار لمدينة لاهاي الهولندية ولعائلة Cicogna الفينيسيون القدماء.

### اللقالق وحديثي الولادة
في أوروبا يتم إحضار لقالق للأبوين حديثي الولادة وذلك طبقا للتراث الشعبي الأوربي. وفي الأساطير القديمة في القرن التاسع عشر أصبحت اللقالق المسماة بهانز كريستيان اندرسن قصصً شعبية. وطبقاً للتراث الشعبي الألماني فإنة بعد العثور على اللقالق في الكهوف والمستنقعات فأنها تحضر إلى المنازل عن طريق صناديق وإما ان تحمل على الظهر أو بأطراف الفم. وفي هذه المغارة تم العثور على حجارة اللقلق المسماة بadebarstei. وكانت أطفال اللقالق إما أن تعطى لأمهاتهم أو تترك داخل المداخن. ومن يرغب في الإنجاب كان يترك حلوى على باب النافذة من أجل إحضار اللقالق. وهذا الاعتقاد المنتشر في أوروبا قد أنتشر من الفلبين حتي وصل إلى أمريكا الجنوبية.
وكان يعتقد في الأساطير السلافية والدين بأن اللقالق اللتي لم تولد تحمل في روحها القوة للعالم في فصلي الربيع والصيف. وهذا الأعتقاد المسمي بإحضار لقالق لدنيا الأطفال لايزال موجود في قصص الأطفال في الثقافة الشعبية الحديثة للعديد من دول السلاقبة. وعن القدماء فقد كان يعتقد بأن اللقالق تجلب الحظ وقتلها يجلب سوء الحظ. وقد أستخدمت عشش اللقالق كمثال للأشارة إلى تحديد العلاقات السلبية في تعليم الإحصاء الأساسية والأبحاث الطويلة الأمد اللتى تظهر العلاقات المزيفة بين المواليد وتعداد عشش اللقالق. وقد ظهرت الخرافات المتعلقة بجلب الأطفال بأشكال مختلفة على مدار التاريخ. ففى الولايات المتحدة الأميركية تم أحضار أطفال العبيد الأمريكان الافريقيين الأصل وقيل بأن الطفل الأبيض يأتي من اللقالق البيضة والطفل الأسمر يأتي من بيض النسور.
وقد ربط المحلل النفسي مارفن مارغوليس أحد أقدم خرافات اللقالق اللتى تجلب الأطفال للرد على الأحتياجات النفسية والمستخدمة حتي الآن. حيث وضح بأن الحديث في هذه الخرافات مع الأطفال يمكن أن يجلب للطفل شعور بعدم الراحة تجاة المواليد والجنس. ومنذ زمن طويل أرتبطت الطيور برمز الأمومة من أول الألة الوثنية مثل جنو (Juno) وحتي الروح المقدسة. وقدأقترح بأن اللون الأبيض للقالق يمثل نقاء الروح لها حيث أنها بضخامتها تستطيع حمل الأطفال وتجوب بهم في رحلة بين الجنة والدنيا. وقد نوقشت الروابط بين الخرافات ودنيا الأطفال الداخلية من قبل كل من سيغموند فرويد وكارل يونغ حتي ان كارل يونغ نفسة قد تذكر أنة عند ولادة أختة قد ذكر نفس هذة القصة. وقد استخدمت العلاقة التقليدية بين اللقالق وحديثي الولادة في صناعة الإعلانات اليومية.
كما وجد في التراث الشعبي بأن رؤية اللقالق تعتبر حالة سلبية. فعلى سبيل المثال كيف يحكي في الأساطير البولانية بأن الله يعطي اللون الأبيض لريش اللقالق والشيطان يعطي اللون الأسود لأجنحتها، وكيف أن اللقالق تمتلك الخصال السيئة والحسنة في آنن واحد. وفي ألمانيا يعتقد بوجود علاقة بين الأطفال المعاقين أو المتوفين وبين اللقالق حيث يتم معاقبة الأشرار الذين يقللون أعداد أطفال اللقالق أثناء سيرها في الطرقات. ويقال بأنة في فترة ولادة الصغير كانت الأم تجبرة على البقاء في الفراش ويتم عضة من قبل اللقالق. وفي الدينيمرك يذكر بأن واحد من صغار اللقالق في العالم يخرج من البيض بعد عام كامل ويبقي في العش. وفي العصور الوسطي في إنجلترا يقولون بأنة من المحتمل وجود علاقة بين الزنا والمفهوم الصادر من الطقوس الدينية. كما يري أن وضع وقفة اللقالق وتنظيف ريشها مرتبط بالغرور النفسي.

## صور

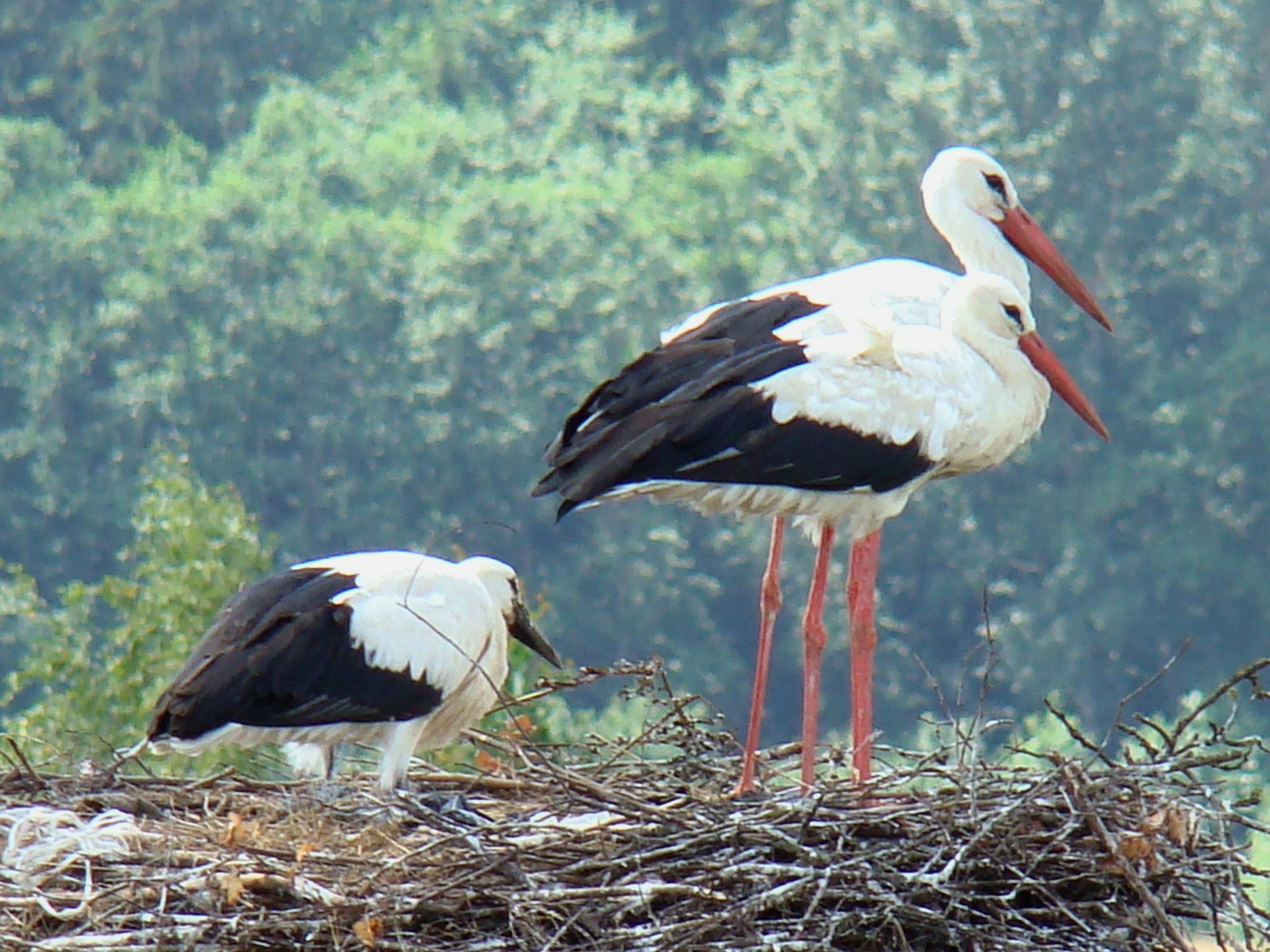
عائلة لقلق أبيض في ليتوانيا
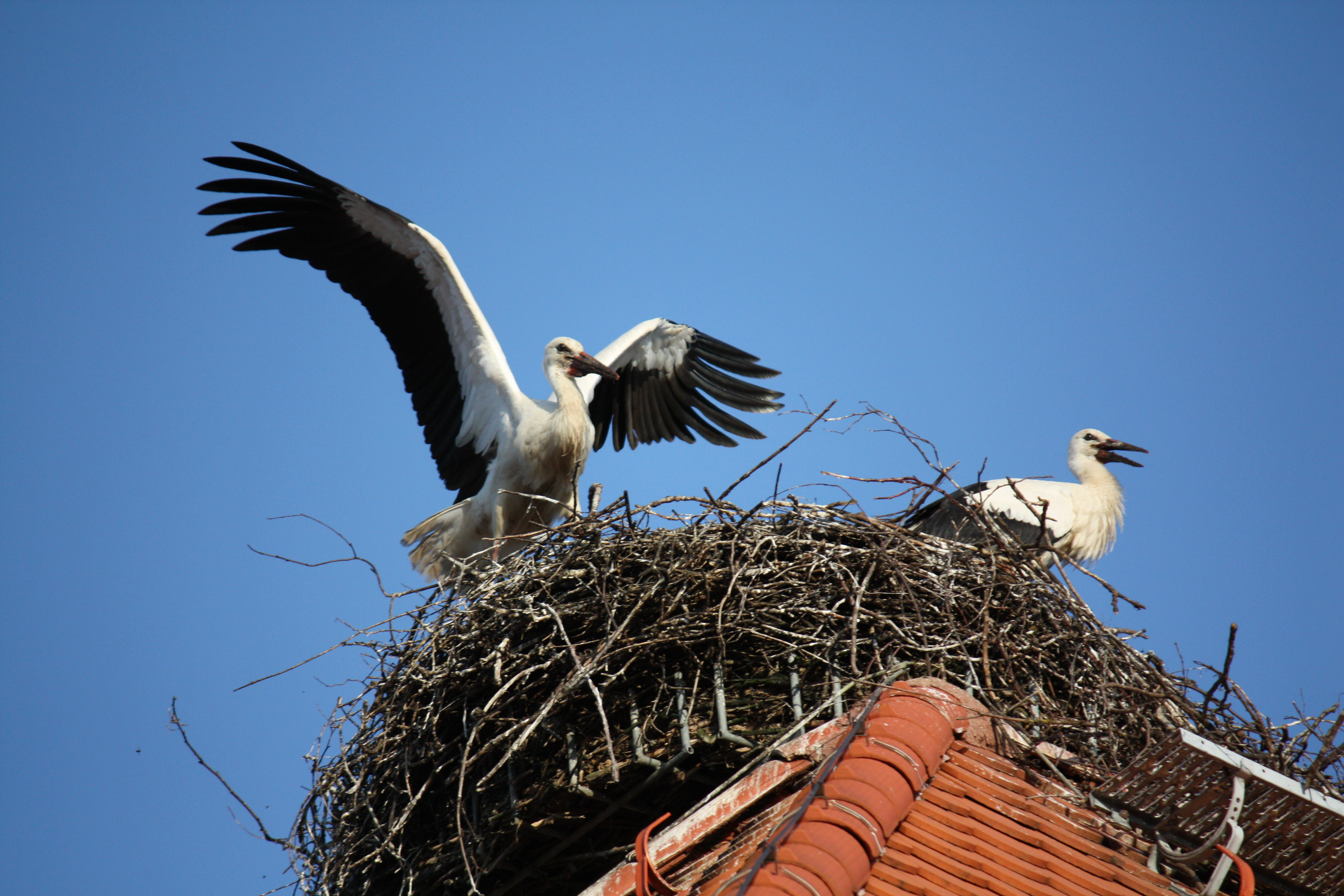
الصغار
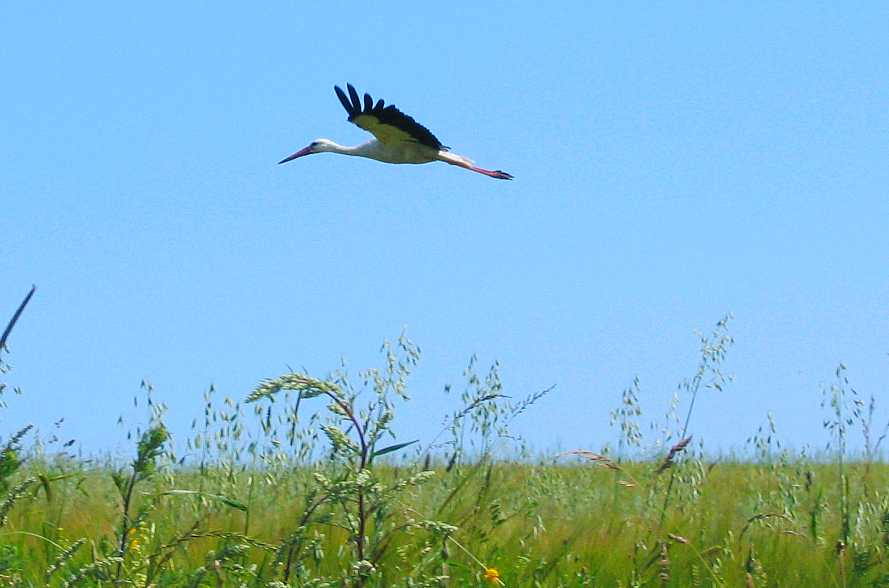
لقلق أبيض
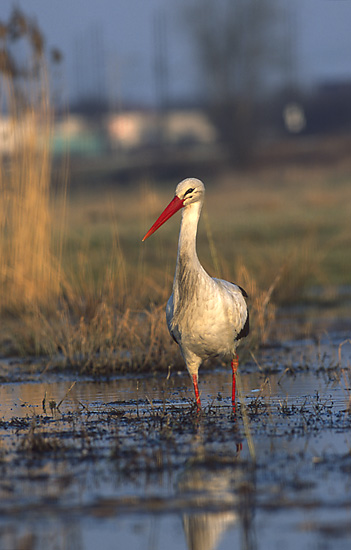
لقلق أبيض
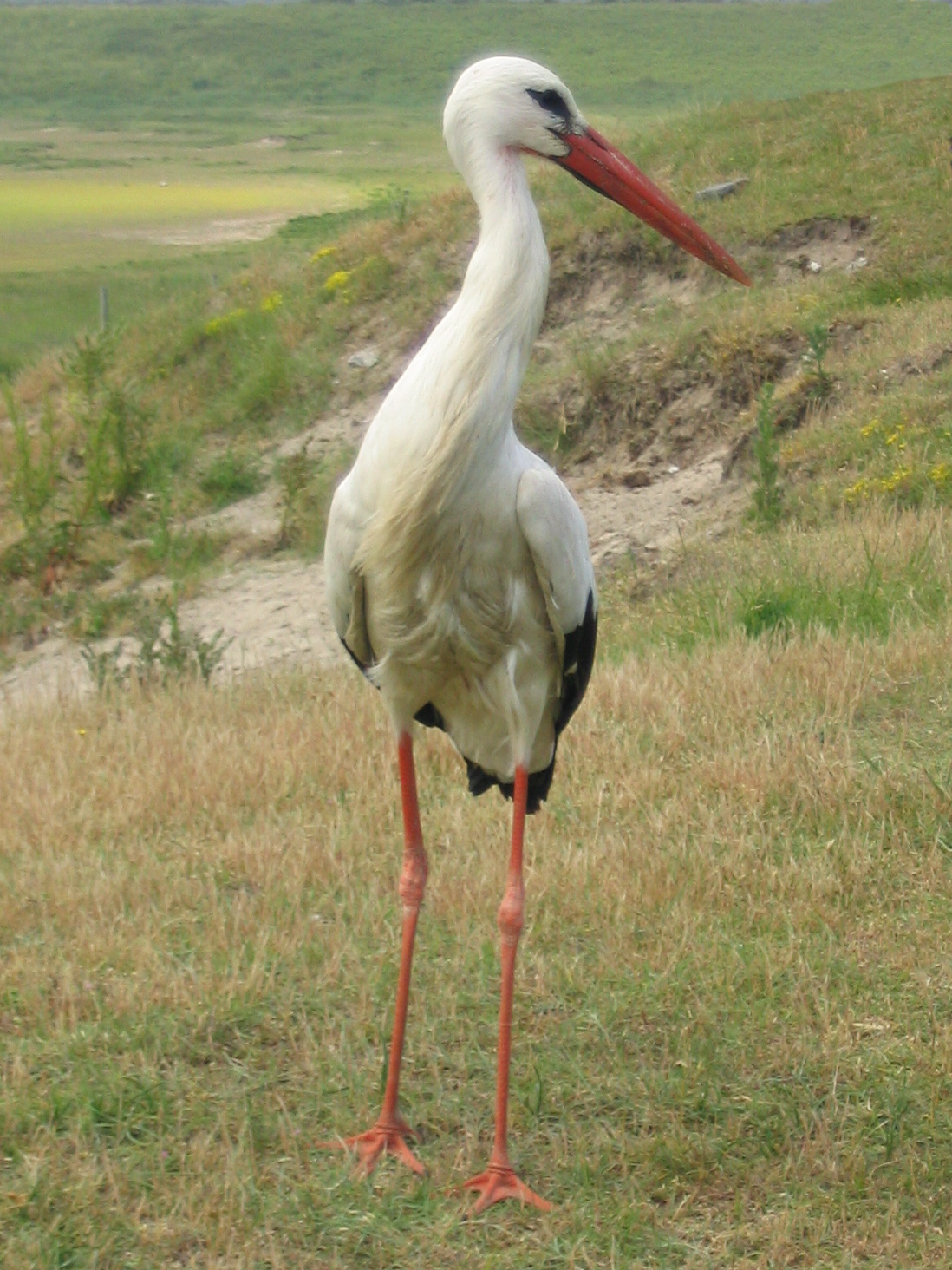
لقلق أبيض
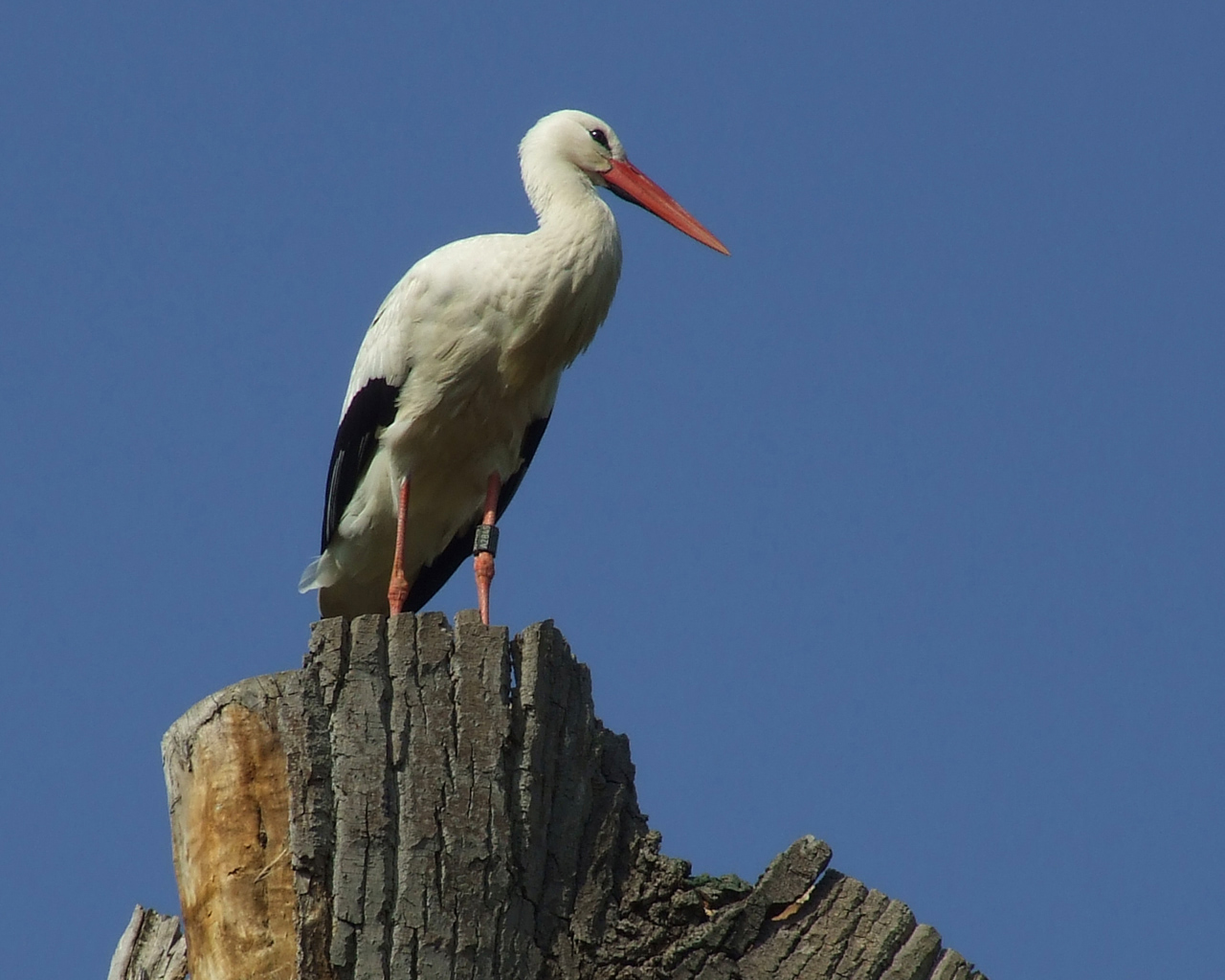
لقلق أبيض
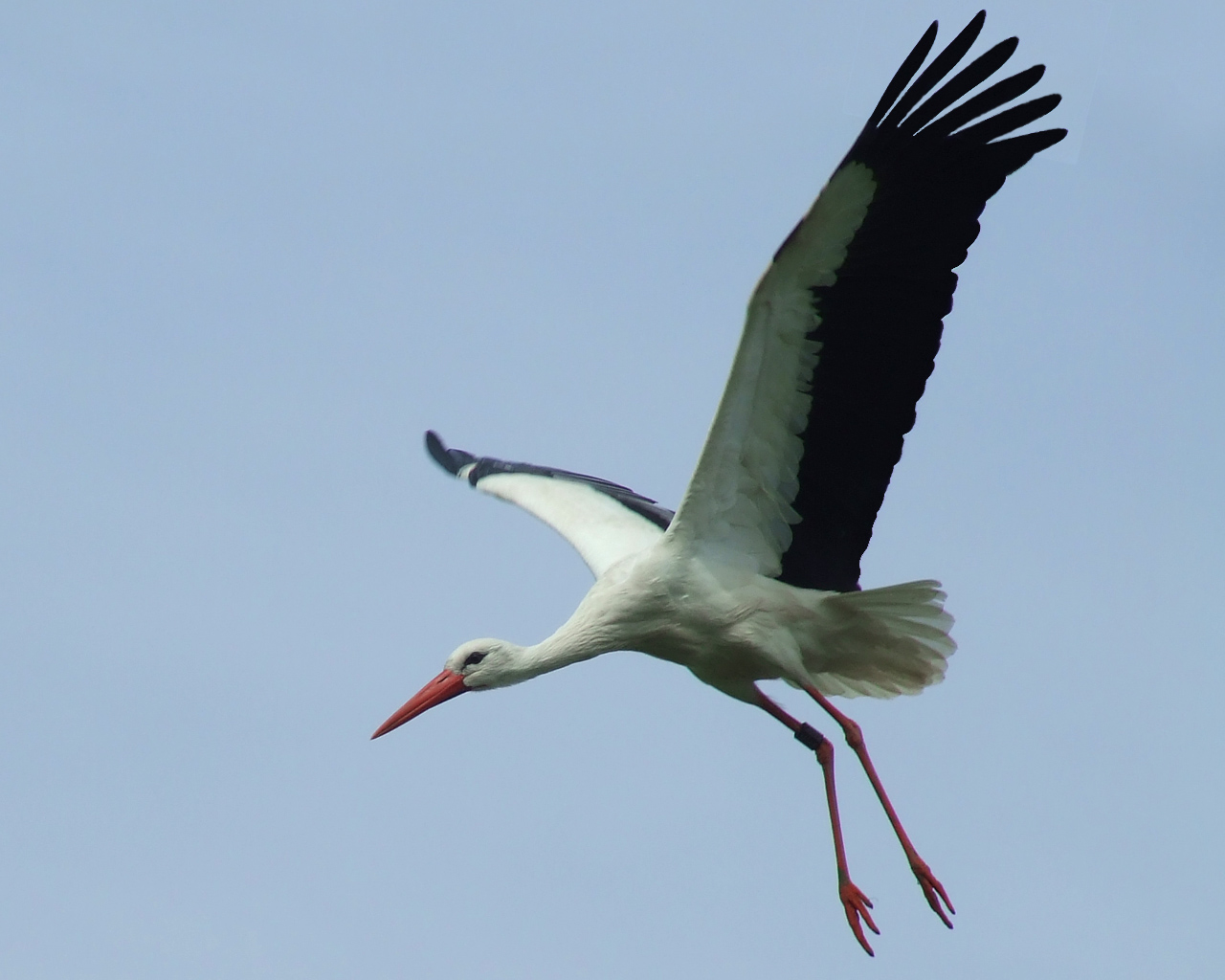
لقلق أبض يطير
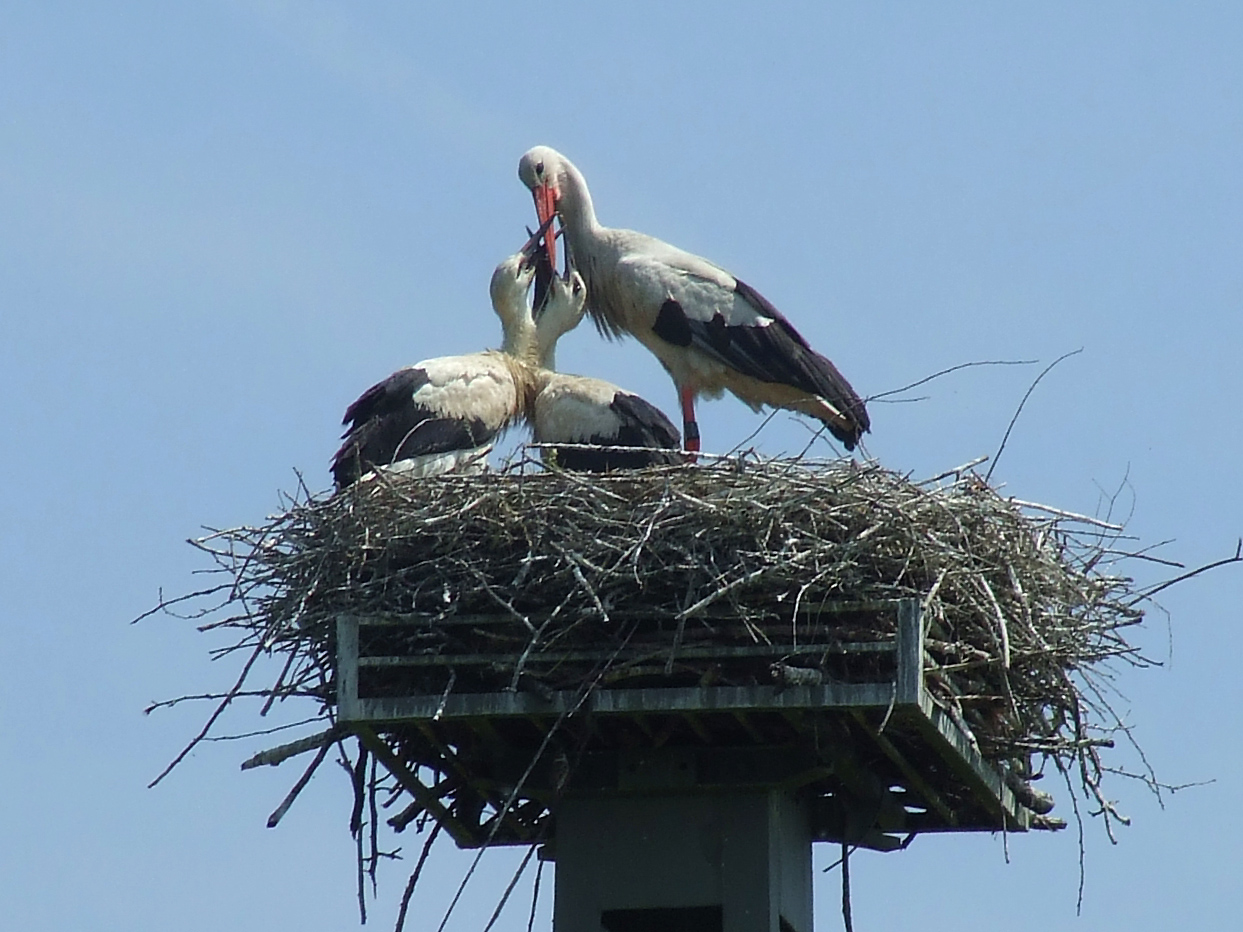
تغذية الصغار
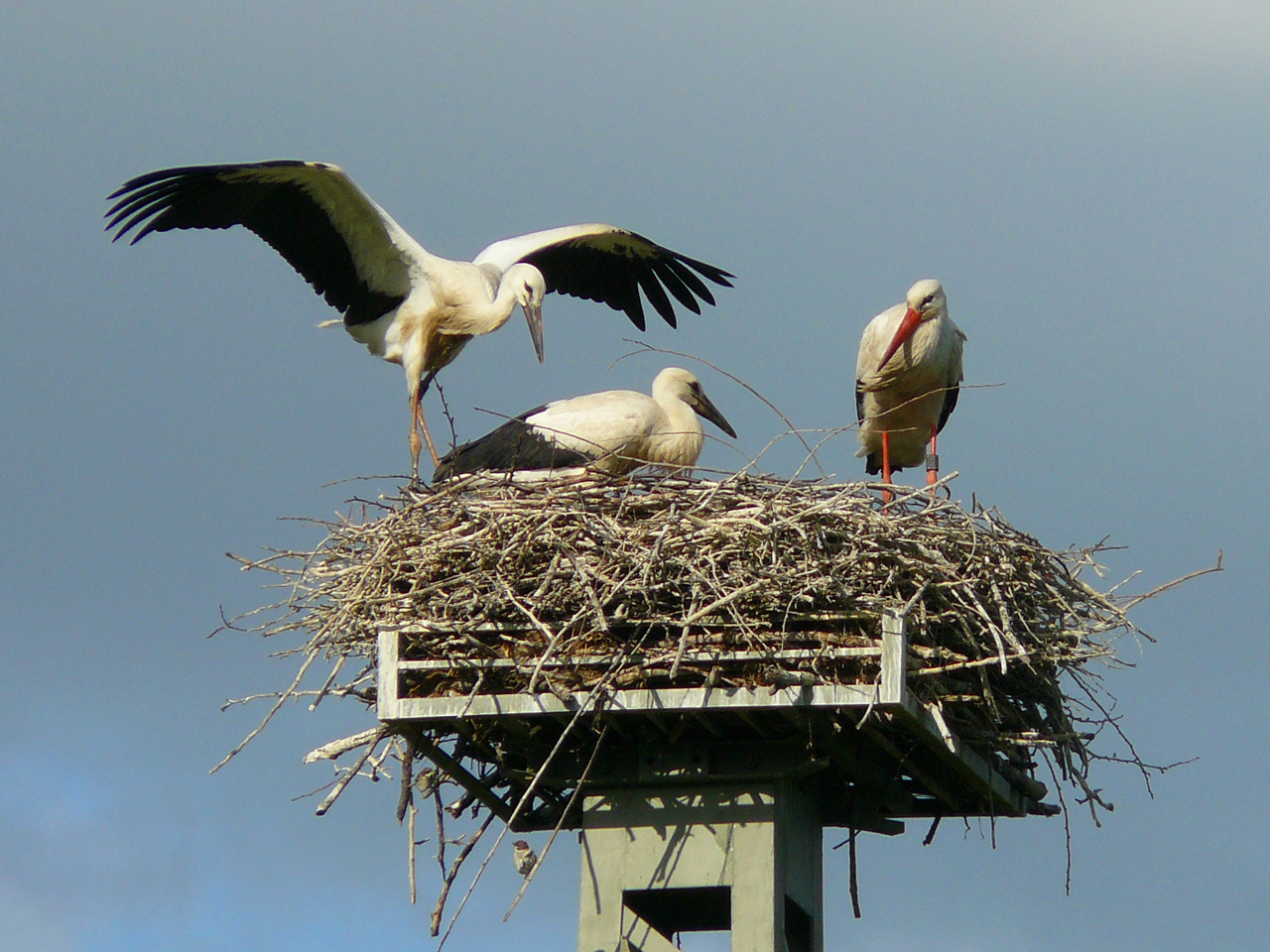
اثنين من صغاراللقالق، قبل أيام قليلة من مغادرة العش لأول مرة
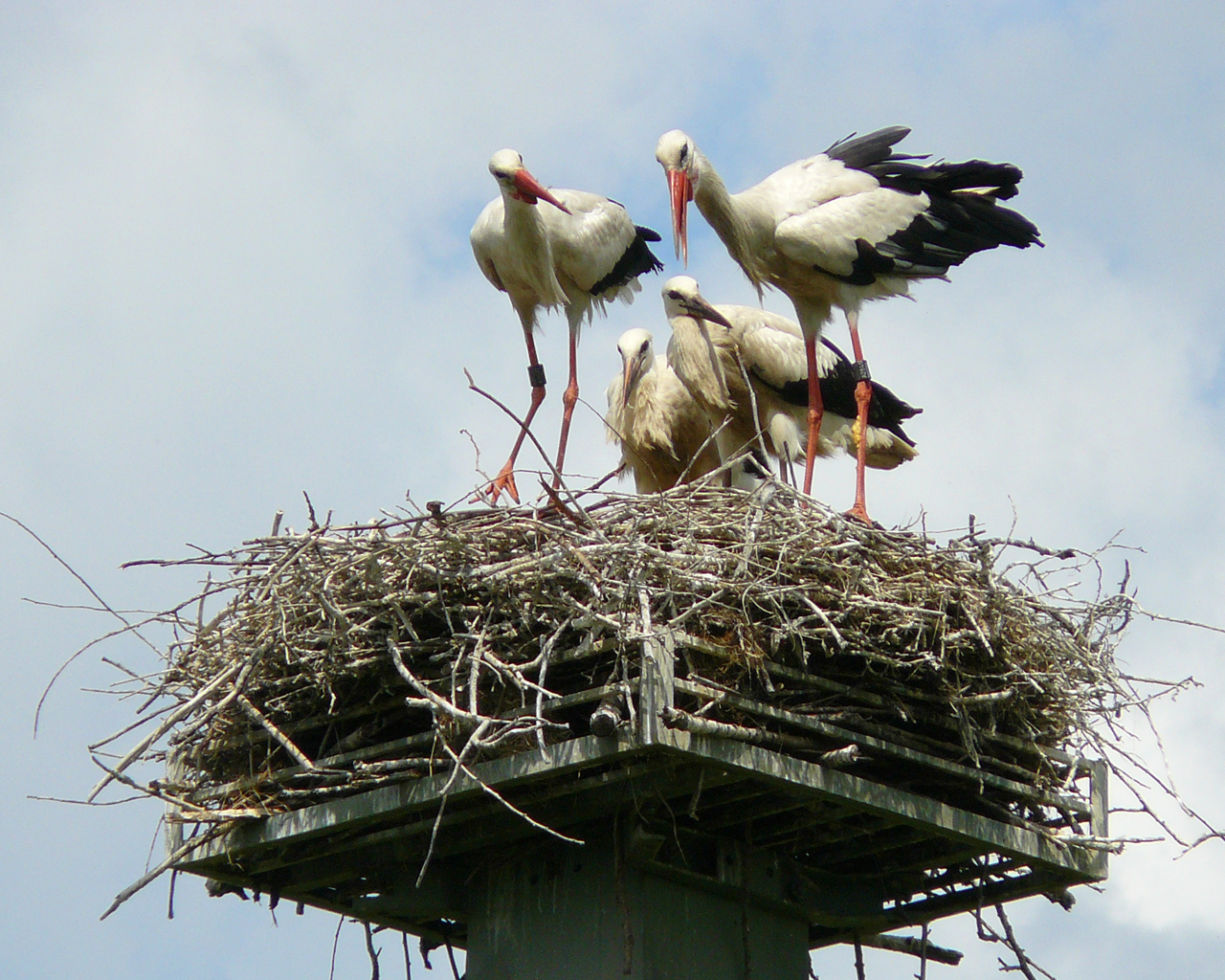
بعد وقت قصير وصول العائلة
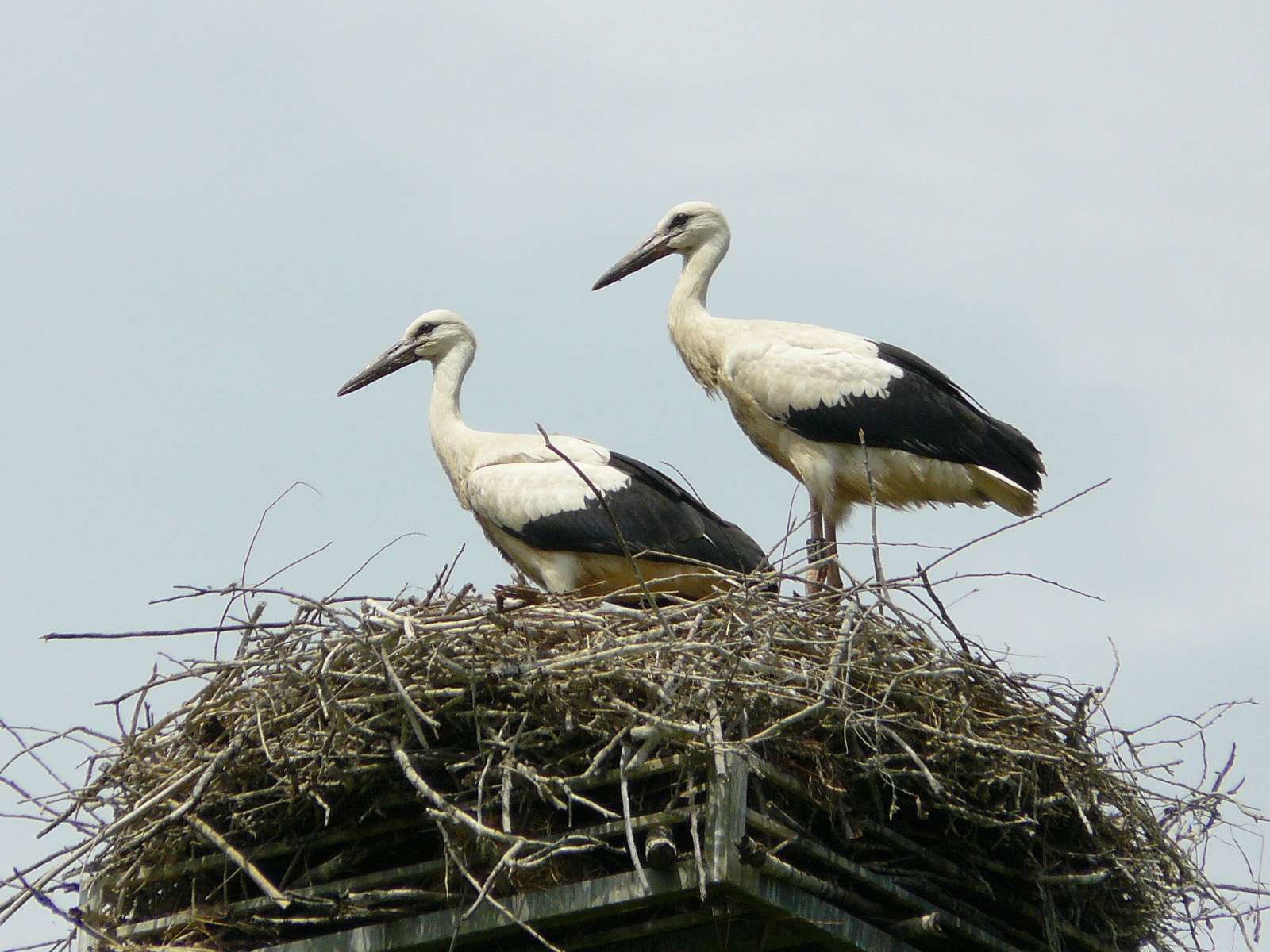
الصغار
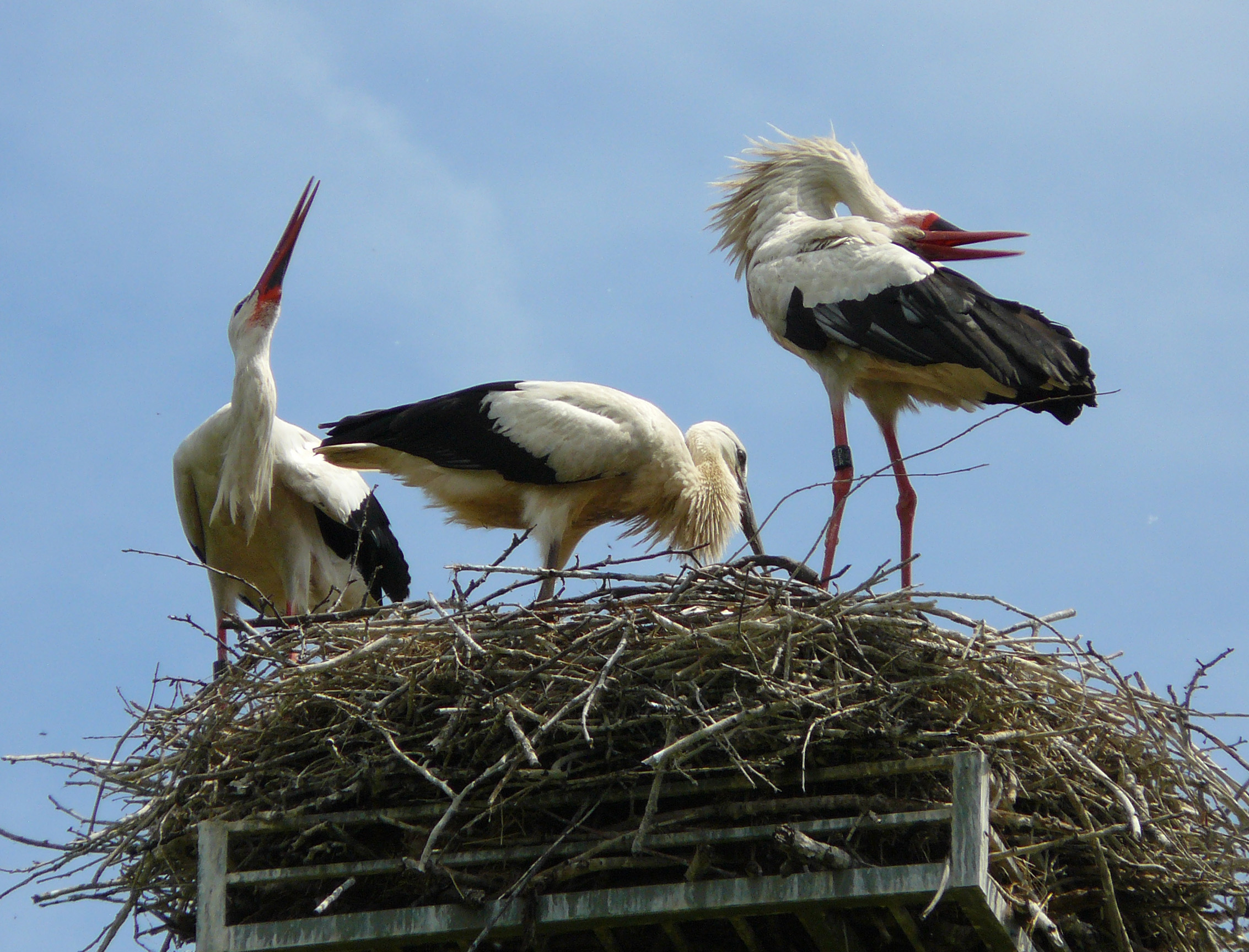
الترحيب بالوافدين الجدد
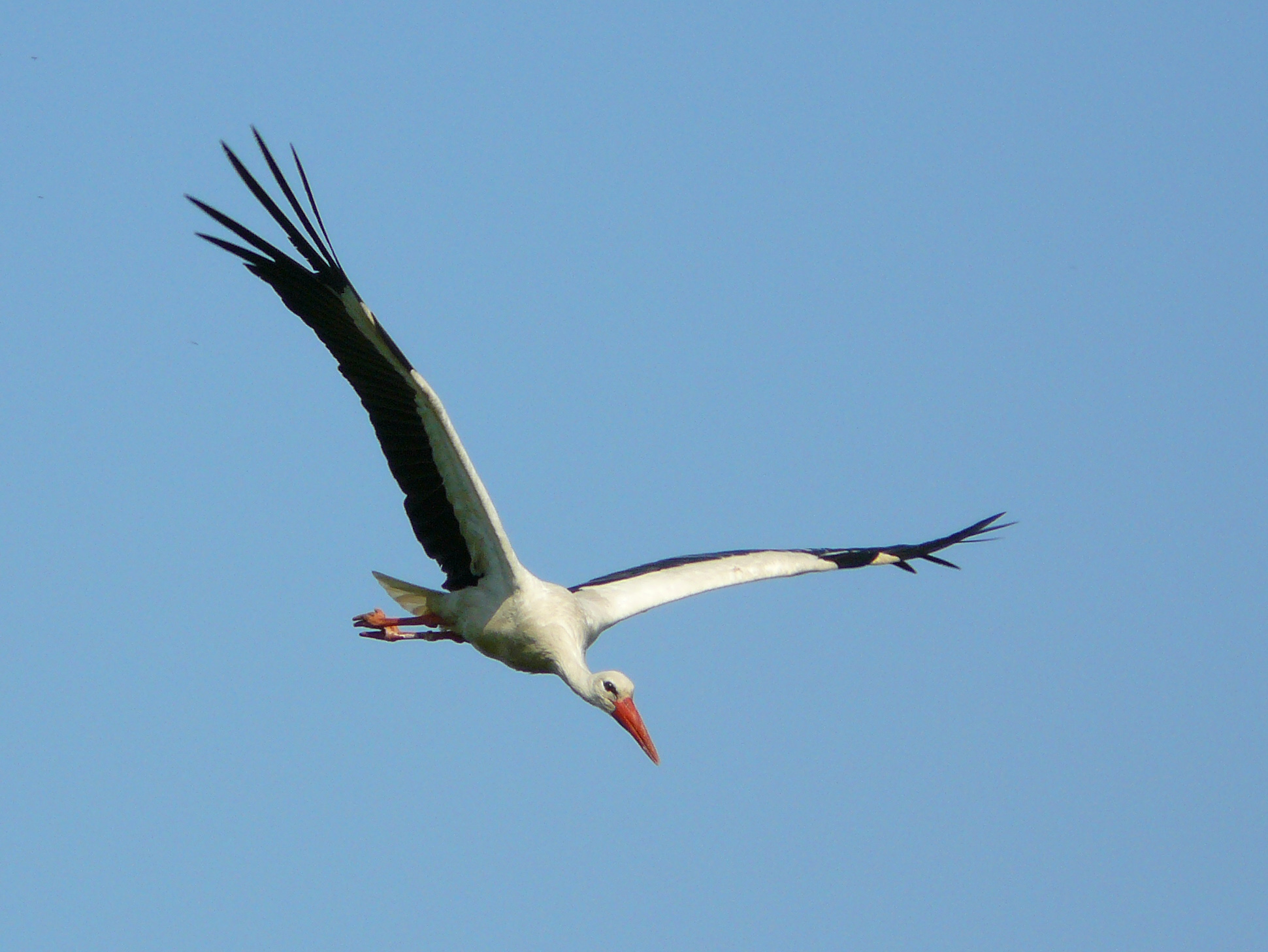
انزلاق على الهواء
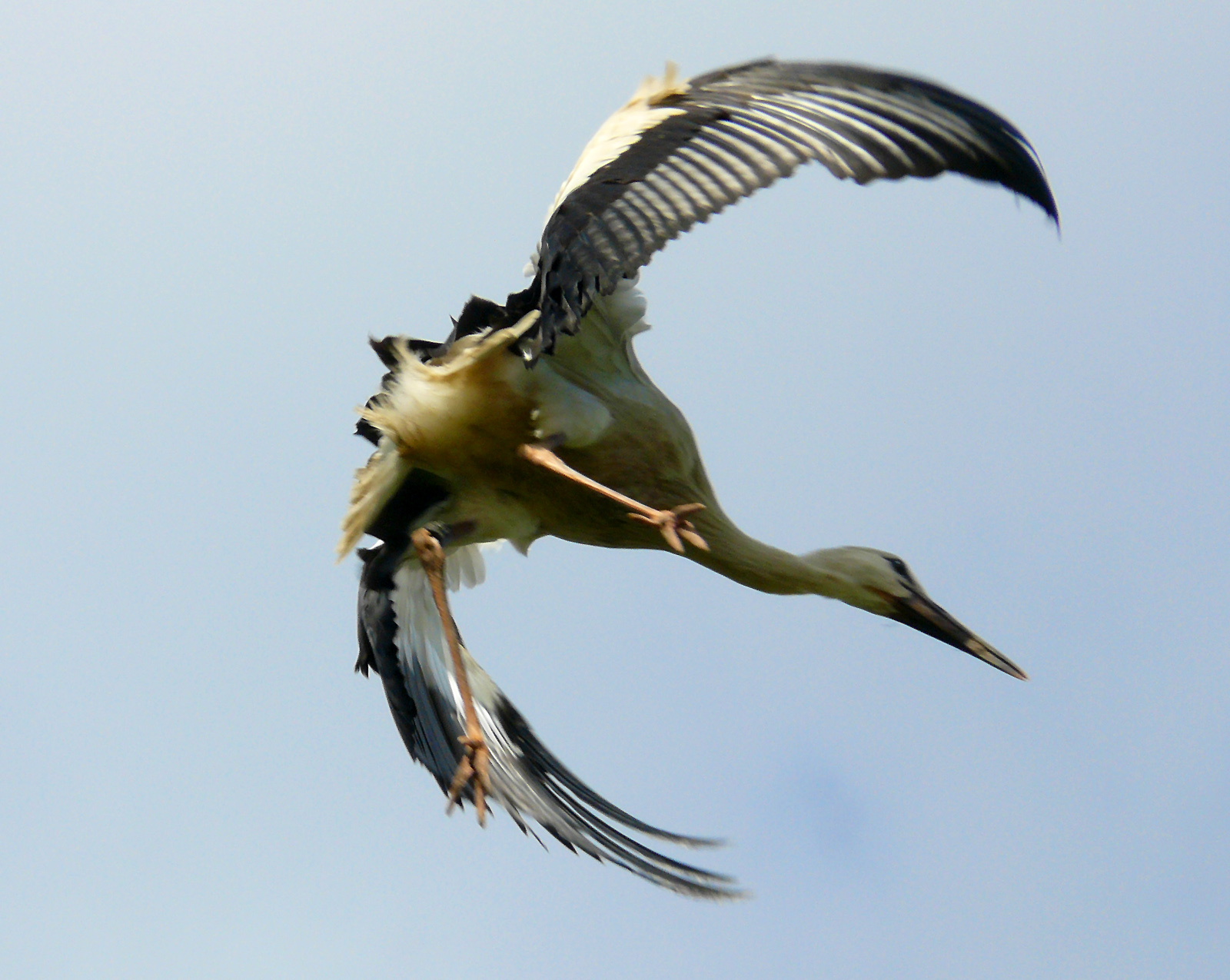
أول رحلة طيران
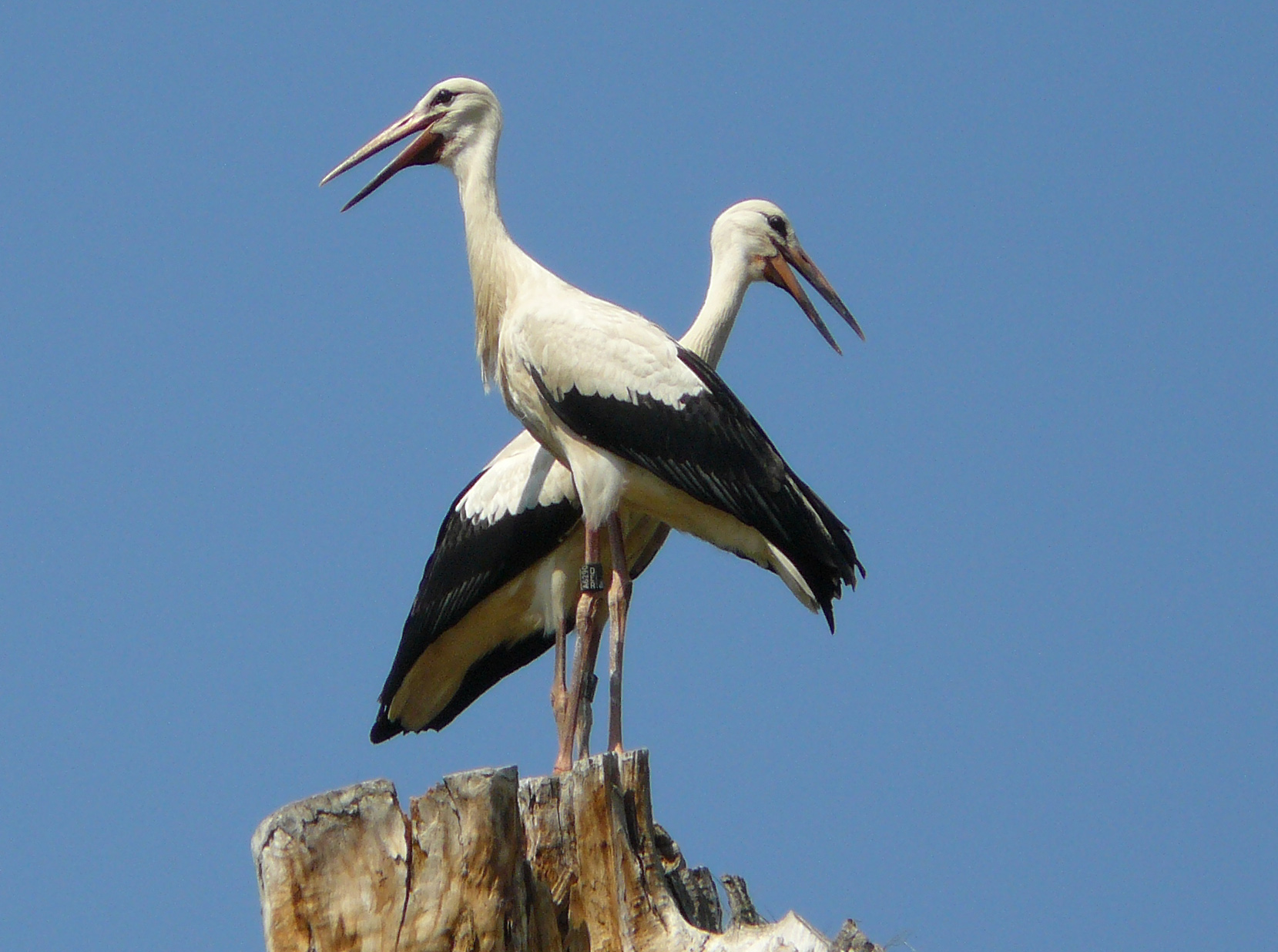
مغادرة الصغار العش بعد ثلاث أسابيع
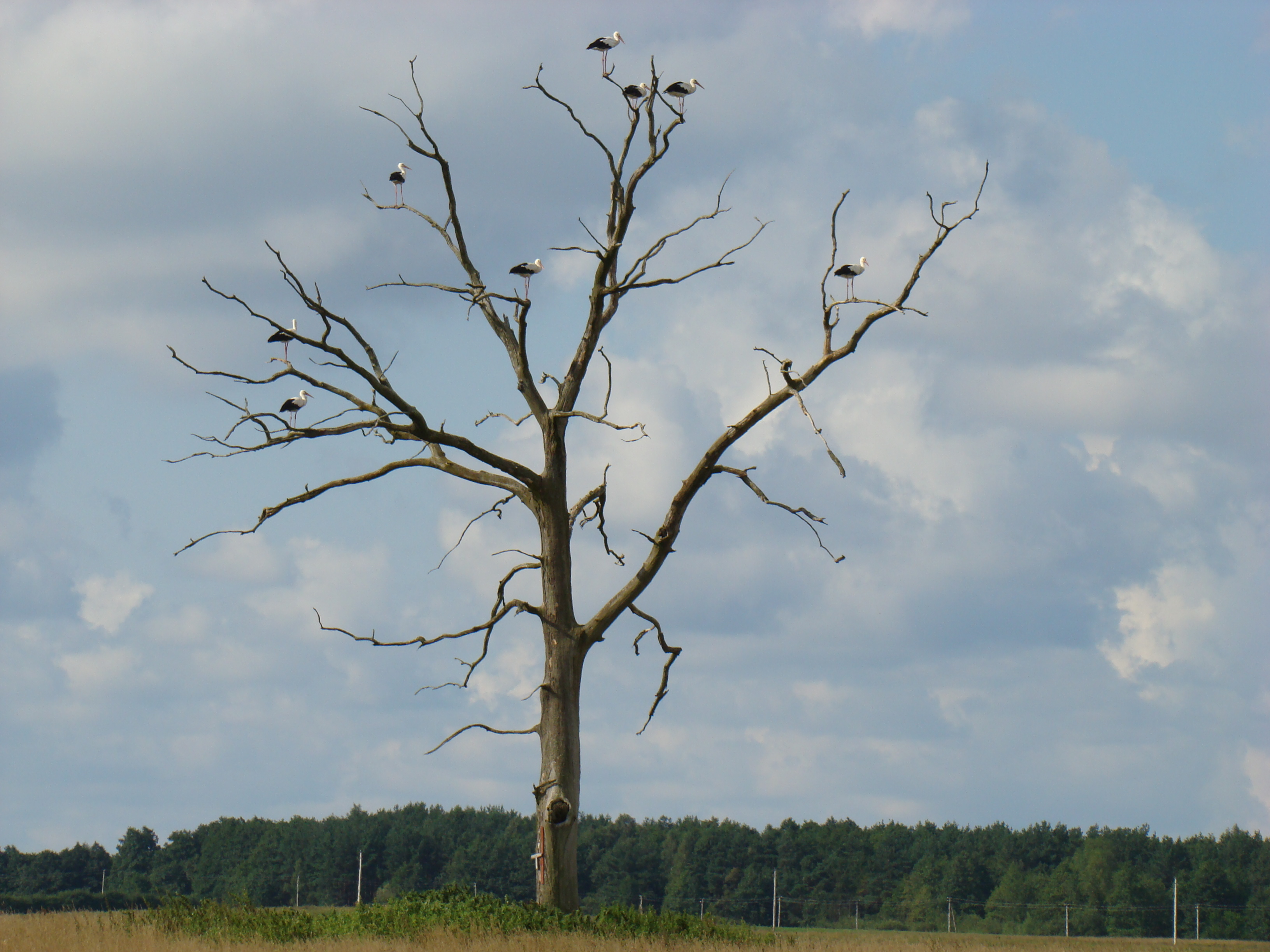
شجرة
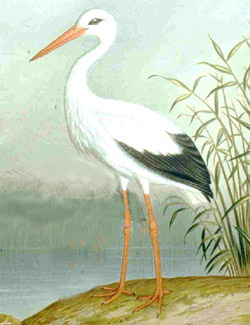
رسم للقلق أبيض
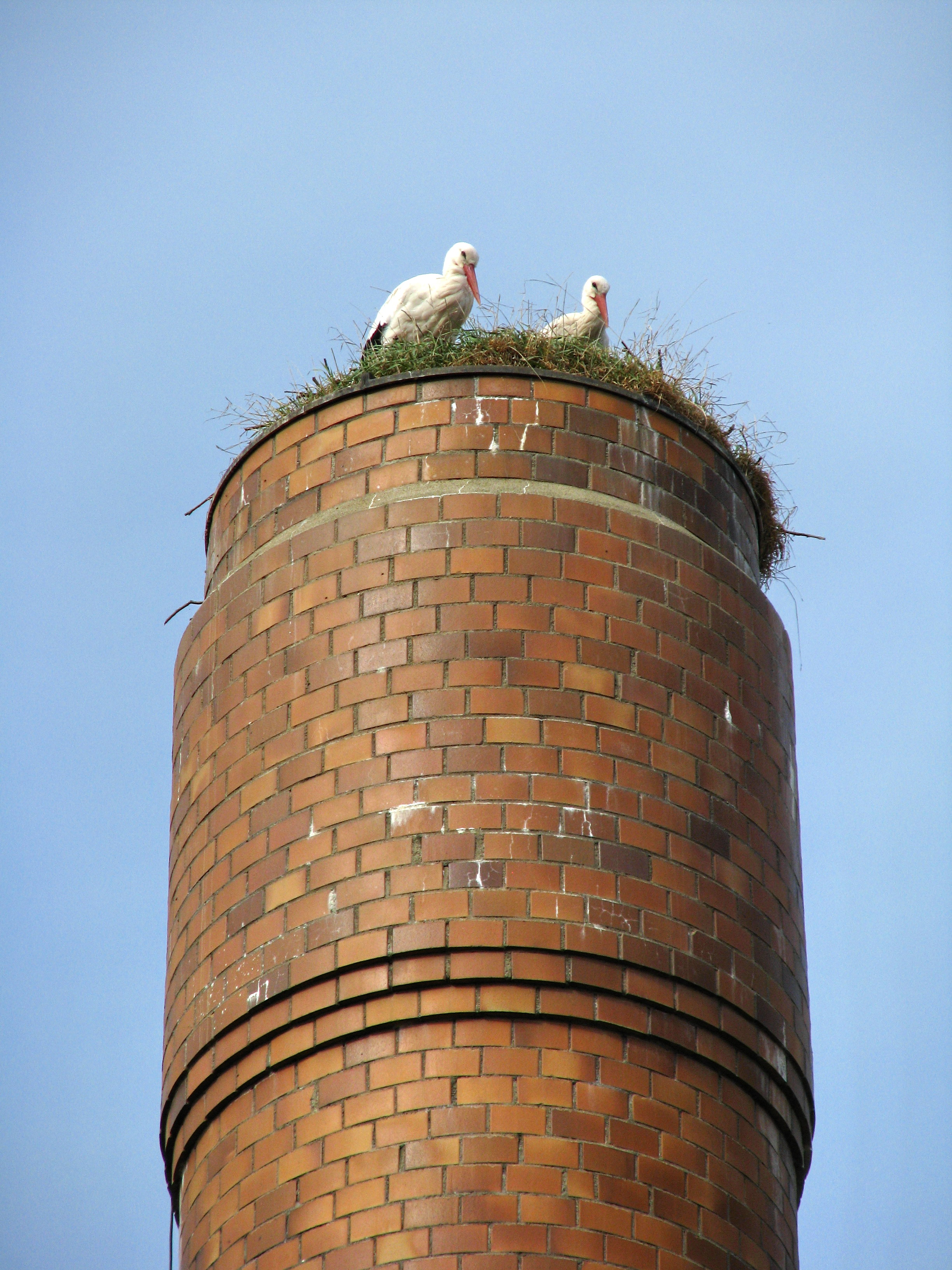
التعشيش في الربيع، سويسرا
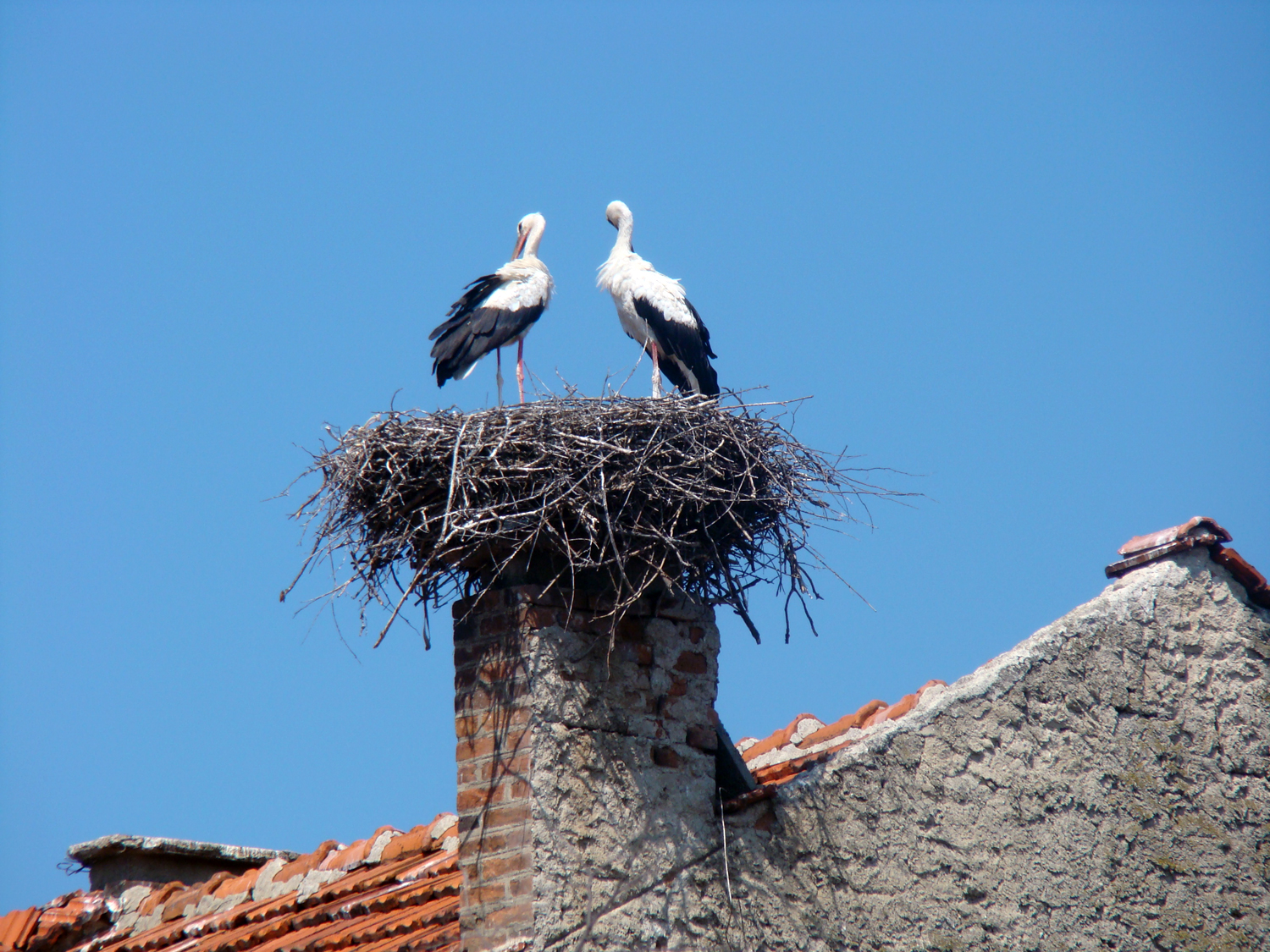
زوجان من اللقلق الأبيض فوق المدخنة.
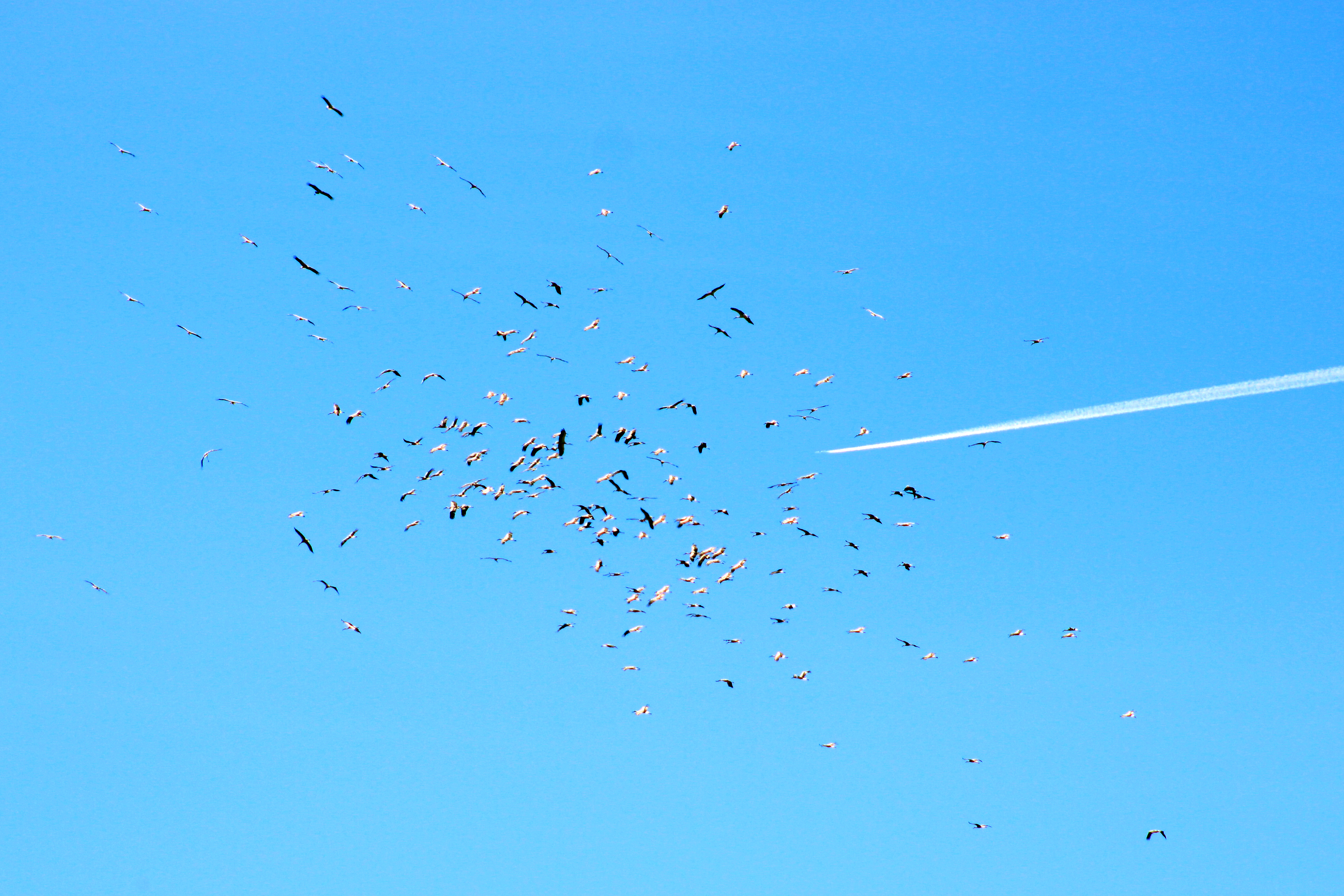